# Lijst van terroristische aanslagen

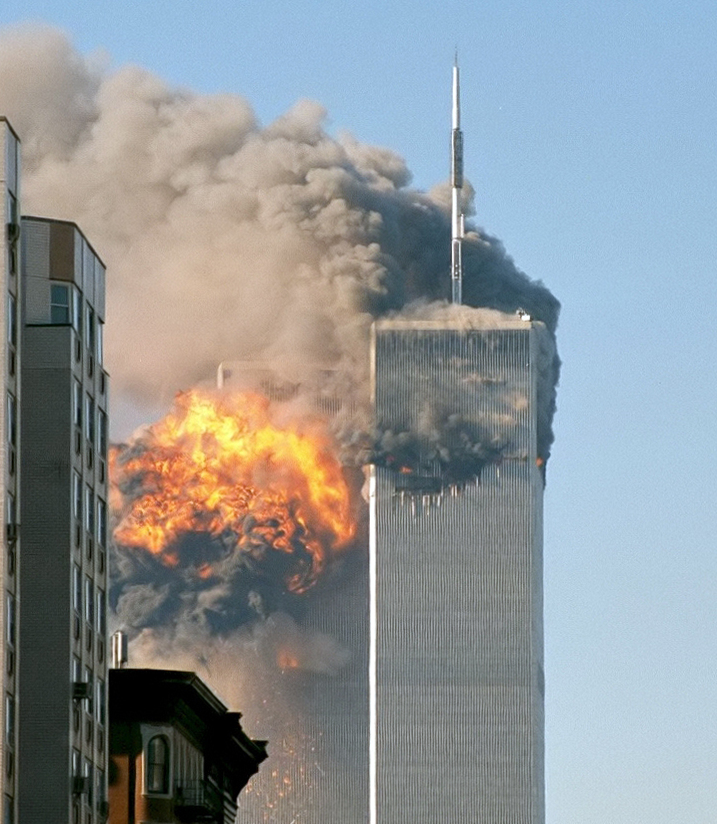
Tot op heden de dodelijkste aanslag, de aanslagen op 11 september 2001

Dit is een lijst van terroristische aanslagen.

## 19e eeuw
- 1856, 1858 en 1859 - De Amerikaanse abolitionist John Brown voert verschillende aanvallen uit op slavenhouders in het Amerikaanse zuiden, waarbij veel doden vallen. Zijn acties worden gezien als een van de oorzaken van de Amerikaanse Burgeroorlog.
- 1868 - De Ku Klux Klan voert meerdere aanslagen uit in de Amerikaanse staat Georgia, waarbij zwarte vrouwen worden gegeseld en leden van de Republikeinse Partij worden vermoord. Hoewel het onduidelijk is welk geweld het gevolg was van lokale burgers die zelf het recht in eigen handen namen en welk geweld kwam van georganiseerd politiek terrorisme door de KKK, was 1868 het jaar waarin aanvallen op zwarten een grote groei vertoonde. In dat jaar registreerde het Freedmen's Bureau tussen 1 januari en 15 november 336 gevallen van moord op vrijgemaakte slaven of pogingen daartoe in Georgia. In de drie jaren daarop werden kerken en scholen van zwarten in brand gestoken, leraren aangevallen en bevrijde slaven die niet "het juiste" respect toonden in elkaar geslagen en vermoord.
- 1866-1871 - De Ierse nationalistische organisatie Fenian Brotherhood doet vanuit de Verenigde Staten verschillende aanvallen op Britse forten in Canada in een poging om Groot-Brittannië te doen bewegen en zich terug te trekken uit Ierland.
- 1892, 8 november - De Franse anarchist Emile Henry plaatst een bom bij de bureaux de la compagnie des mines de Carmaux. De bom wordt door de conciërge van het gebouw gevonden en naar het politiebureau gebracht, waar hij ontploft. Vijf mensen worden gedood en een zesde sterft aan een hartaanval.
- 1893, 9 december - Bij een bomaanslag door de anarchist Auguste Vaillant op de chambre des députés, het Franse lagerhuis in het Palais Bourbon, raken zo'n vijftig mensen gewond, waaronder de aanslagpleger zelf.
- 1894, 12 februari - Emile Henry pleegt opnieuw een aanslag, nu op café Terminus in Parijs. Een twintigtal mensen raakt gewond.

## 20e eeuw

### 1900-1909
- 1902, 28 april - De Russische minister van Binnenlandse Zaken Dmitri Sipjagin wordt vermoord door drie leden van de terroristische tak van de Sociaal-Revolutionaire Partij.

### 1910-1919
- 1910, 1 oktober - Bij een bomaanslag door twee vakbondsmannen van de International Association of Bridge, Structural, Ornamental and Reinforcing Iron Workers op het gebouw van de Amerikaanse krant Los Angeles Times in de gelijknamige stad komen 21 mensen om het leven.
- 1915, 2 juli - De Duitse professor Frank Holt (Erich Münter) pleegt een bomaanslag in de ontvangsthal van de Amerikaanse Senaat. De volgende morgen probeert hij John Pierpont Morgan junior, de zoon van John Pierpont Morgan wiens bedrijf de belangrijkste aankoper was voor Groot-Brittannië van munitie en andere oorlogsvoorraden in de Verenigde Staten, te vermoorden, om zo te proberen de Verenigde Staten ervan te weerhouden om zich in de Eerste Wereldoorlog tegen Duitsland te mengen.

### 1920-1929
- 1920, 16 september - Bij een grote bomaanslag op Wall Street, mogelijk gepleegd door navolgers van de Italiaanse anarchist Luigi Galleani, komen 38 mensen om en raken er ongeveer 400 gewond.
- 1921, 1 mei - Gewapende Arabische terreurgroepen doden 47 Joodse inwoners in dorpen in Palestina. Als gevolg van Brits politieoptreden vallen er 48 doden aan Arabische kant.
- 1925, 16 april - Bulgaarse communisten plegen een bomaanslag in de Sveta Nedeliakathedraal in Sofia. De kerk stort gedeeltelijk in; er vallen 150 doden en 500 gewonden.
- 1926-1929 - Tijdens de Cristero-oorlog in Mexico bestrijden katholieke rebellen de antiklerikale regering met aanslagen op onder meer treinen, politici en leraren.
- 1929, 23 augustus - Bij het Bloedbad van Hebron doden terroristische Arabische groeperingen 133 Joodse inwoners van plaatsen in de Palestijnse regio. Nog eens 339 Joden raken gewond. De overlevende inwoners van de Joodse wijken van Hebron, Peki’in (Galilea) en Beet She'an (Jordaanvallei) vluchten weg. Tevens komen 116 Arabieren om het leven, grotendeels door Britse troepen.

### 1930-1939
- 1936, april-augustus - Bij een Arabische terreurgolf komen meer dan tachtig Joden en 33 Britten om het leven en worden veel Joodse boerderijen in brand gestoken. Tevens komen ook 138 Arabieren om het leven, die allen door Britse veiligheidstroepen worden doodgeschoten.
- 1937, juli - Bij aanslagen door terroristische Palestijnen op Joden in dorpen in de regio Palestina komen 33 mensen om het leven. Bij een Joodse vergeldingsactie worden hierop 30 Arabieren gedood.
- 1938, mei-juli - In deze periode komen 59 Joden om het leven bij terroristische aanslagen en 102 Arabieren, de meeste daarvan bij drie door Joodse extremisten gepleegde bomaanslagen.

### 1940-1949
- 1946 - De zionistische militie Etsel pleegt een bomaanslag op het Koning Davidhotel in Jeruzalem, waarbij 91 Britse militairen omkomen.
- 1947, juli-december - Aansluitend op de stemming in de Algemene Veiligheidsraad van de VN worden overal in het mandaatgebied Palestina meer dan 200 Joden vermoord door terreuracties. Ook komen meer dan 120 Arabieren om het leven, deels door joodse zelfverdedigings- en terreuracties, deels door Brits politieoptreden. Ook in de Arabische wereld wordt de AV-resolutie begroet met anti-joods geweld. Zo worden bijvoorbeeld op 9 december in Aden 82 Joden vermoord. In Egypte worden ruim 150 Joden om het leven gebracht.
- 1947, 12 december - Joodse extremisten plegen een bomaanslag bij de Damascuspoort in Jeruzalem waarbij vijf Arabieren omkomen.
- 1947, 13 december - In totaal 26 Arabieren vinden de dood door twee aanslagen in respectievelijk Jaffa en Haifa, gepleegd door joodse extremisten.
- 1948, 11 maart - In Jeruzalem plegen terroristische Palestijnen een bomaanslag op het gebouw van de Jewish Agency in Jeruzalem waarbij 13 joden worden gedood.
- 1948, 9 tot 11 april - Leden van de joodse terroristische groeperingen Etsel en Lechi vallen het Arabische dorp Deir Yassin aan en vermoorden er 100 tot 120 mensen, hetgeen bekend is geworden als het Bloedbad van Deir Yassin. In oorspronkelijke verklaringen werd gesproken van 250 personen, hetgeen een van de belangrijkste oorzaken vormde van de Palestijnse exodus van 1948.
- 1948, 13 april - Bij de aanval op konvooi Hadassah worden medische voertuigen aangevallen door Palestijnse terroristische strijders met 79 joodse slachtoffers als gevolg. Ook komt een Britse soldaat om het leven.
- 1948, juni-november - Bij diverse bomaanslagen op Joodse doelen door de Moslimbroederschap komen 70 mensen om het leven en raken er 200 gewond. 20 dagen nadat de Egyptische premier de Moslimbroederschap verbiedt, wordt hij vermoord.

### 1950-1959
- 1950 - Reeks van aanslagen op Israëlische doelen door Arabische terreurgroepen. De terroristen opereren voornamelijk vanuit Egypte en Transjordanië, met toestemming en militaire en financiële hulp van deze landen.
- 1954, 17 maart - Aanslag op een bus in de Schorpioenpas. 11 doden.
- 1955, augustus - Leden van het Algerijnse Front de Libération Nationale (FLN) vermoorden 123 inwoners van de plaats Philippeville (Algerije).
- 1956, 30 september - De Algerijnse terreurorganisatie FLN laat bommen afgaan in kantoren van Air France.

### 1960-1969
- 1965, januari - Al Fatah begint vanaf de Westelijke Jordaanoever met aanslagen op Israëlische doelen.
- 1965, 26 juni - Bij een bomaanslag in Saigon vallen 42 doden.
- 1968, 26 december - Twee Palestijnse gewapende mannen overvallen een El Al vliegtuig tijdens de vlucht van Beiroet (Libanon) naar Athene (Griekenland); hierbij wordt één persoon omgebracht.
- 1969, 18 februari - Palestijnse aanslag op een Israëlisch passagiersvliegtuig in Zürich.

### 1970-1979
- 1970, 22 februari - In de buurt van Zürich (Zwitserland) wordt een passagiersvliegtuig van Swissair (vlucht 330) in de lucht opgeblazen door Palestijnse terroristen. Hierbij komen 38 passagiers en 9 bemanningsleden om.
- 1970, 8 mei - Bij een aanslag op een schoolbus in Avivim worden door de PLO 9 kinderen en 3 volwassenen gedood. Nog eens 19 kinderen raken zwaargewond.
- 1970, 6 september - Bij de mislukte kaping van een vliegtuig van de Israëlische maatschappij El Al wordt de Nicaraguaanse kaper en Sandinist Patrick Arguello gedood en zijn Palestijnse medekaper Leila Khaled gevangengenomen.
- 1971, 10 juni - Bij het zogeheten bloedbad op Corpus Christi doden als studenten vermomde paramilitairen tientallen demonstranten in Mexico-Stad.
- 1971, 28 november - De Jordaanse premier Wasfi Tal wordt in de Egyptische hoofdstad Caïro door Palestijnse terroristen vermoord.
- 1972, 5 september - In München gijzelen acht leden van de Palestijnse terreurgroep Zwarte September de Israëlische delegatie bij de 20e Olympische Spelen. De gijzeling wordt met geweld beëindigd op het vliegveld, waarbij zeventien doden vallen: alle gijzelaars en vijf terroristen.
- 1973, 1 maart - In Khartoem vermoorden PLO-terroristen de Amerikaanse ambassadeur, zijn plaatsvervanger en een Belgische diplomaat. De slachtoffers worden eerst ontvoerd en na een telefonische instructie van Yasser Arafat doodgeschoten.
- 1973, 17 december - De Fatah-groep en Aboe Nidal plegen in vlucht 110 van Pan Am een aanslag met een fosforgranaat. Vijf Palestijnen van deze groep voeren de aanslag uit terwijl het vliegtuig aan het taxiën is naar een terminal op luchthaven Rome Fiumicino. Tegelijkertijd gijzelen andere gewapende Fatah-leden de bemanningsleden en passagiers van een Boeing 737 van Lufthansa. In totaal komen 33 mensen om en raken meer dan 28 gewond.
- 1974, 15 mei - Bij een Palestijnse aanslag op de school in Ma'alot (Galilea) komen 22 kinderen om het leven.
- 1974, 17 mei - In de Ierse hoofdstad Dublin ontploffen drie autobommen en in Monaghan ontploft er een autobom. Hierbij komen 35 mensen om het leven. Dit is het grootste dodental op een dag tijdens The Troubles in Ierland. De aanslag werd gepleegd door Ulster Volunteer Force.[1]
- 1974, 28 mei - Bij een bomaanslag op een antifascistische demonstraties in Brescia komen acht mensen om het leven. De bom was geplaatst in een vuilnisbak op het plein. Er zijn meer dan 90 gewonden. De aanslag werd gepleegd door het extreemrechtse en fascistische Ordine Nuovo.
- 1974, 8 september - Bij een aanslag op een vliegtuig van TWA (vlucht 841) komen 79 passagiers en 9 bemanningsleden om. Het vliegtuig steeg op van Tel Aviv (Israël) met als bestemming John F. Kennedy International Airport. Na tussenlanding in Athene (Griekenland) explodeert het vliegtuig en stort neer in de Ionische Zee. De aanslag is hoogstwaarschijnlijk gepleegd door de Libanese terroristische organisatie van Aboe Nidal.
- 1974, 30 september - De Chileense geheime dienst DINA vermoordt in Buenos Aires voormalig opperbevelhebber van het leger Carlos Prats door middel van een autobom.
- 1975, 5 maart - PLO-terroristen uit Libanon voeren een gijzeling uit in het Savoy Hotel in Tel Aviv, waarbij uiteindelijk meer dan 8 gegijzelden omkomen, 11 gewonden vallen en 3 Israëlische soldaten worden gedood.
- 1975, 24 april - De West-Duitse ambassade in de Zweedse hoofdstad Stockholm wordt bezet door vijf leden van de Rote Armee Fraktion. Elf mensen, onder wie de Duitse ambassadeur, worden gedurende meer dan twaalf uur gegijzeld. Tijdens de bezetting worden twee gegijzelde mannen vermoord. Na middernacht wordt er dynamiet tot ontploffing gebracht, waardoor het gebouw in vlammen opgaat. De overgebleven gijzelaars overleven de brand. Het totale dodental bestaat uit twee gegijzelden en twee gijzelnemers.[2]
- 1975, 4 juli - Bij een Palestijnse bomaanslag in Jeruzalem worden 13 Israëli’s gedood.
- 1975, 5 oktober - De christendemocratische politicus Bernardo Leighton is het het doelwit van een bomaanslag van de DINA in Rome. Leighton overleeft de aanslag maar blijft voor de rest van zijn leven verlamd.
- 1976, 27 juni - Een vliegtuig van Air France dat vanuit Tel Aviv naar Parijs onderweg is wordt door een groep Palestijnse (PFLP) en Duitse terroristen (RAF) gekaapt en naar het Oegandese Entebbe gevlogen. Een spectaculaire reddingsactie van Israëlische commando's levert de bevrijding van de gijzelaars op.
- 1976-1983 - Vuile Oorlog in Argentinië, 30.000 mensen verliezen het leven door een campagne van staatsterrorisme door de Argentijnse militaire dictatuur.
- 1976, 21 september - De Chileense geheime dienst DINA pleegt in Washington D.C. een bomaanslag waarbij voormalig minister Orlando Letelier om het leven komt.
- 1976, 6 oktober - Tegenstanders van de Cubaanse dictator Fidel Castro blazen Cubana-vlucht 455, een passagiersvliegtuig, op waarbij alle 71 inzittenden omkomen.
- 1977, 13 oktober - Lufthansa-vlucht 181, een Boeing 737, wordt gekaapt door het Volksfront voor de Bevrijding van Palestina. De gezagvoerder wordt vermoord, maar de overige bemanningsleden en de 82 passagiers overleven de kaping die eindigt in een bestorming door de Duitse antiterreureenheid GSG 9 op de luchthaven van Mogadishu.
- 1978, 11 maart - Vanuit Libanon opererende Palestijnse terroristen kapen twee Israëlische autobussen en vermoorden 37 inzittenden.
- 1979, 12 oktober - In Nederland wordt diplomatenzoon Ahmet Benler doodgeschoten door twee Armeense terreurorganisaties, de ASALA en de JCAG.
- 1979, 22 december - In Amsterdam is zware schade door een bomexplosie voor het kantoor van Turkish Airlines.

### 1980-1989
- 1980, 2 mei - Bij een aanslag door PLO-terroristen in Hebron komen zeven Israëlische studenten om en raken er 16 gewond.
- 1980, 27 juli - In Antwerpen gooit een lid van de Abu Nidal Organisatie twee handgranaten naar een groep van Joodse schoolkinderen die staan te wachten bij een bushalte. Een kind komt om het leven en ongeveer twintig schoolkinderen raken gewond. De dader Said Al Nasr wordt veroordeeld tot levenslang.[3]
- 1980, 2 augustus - Om 10.25 uur ontploft in het spoorwegstation van Bologna, het belangrijkste treinknooppunt van Italië, een koffer met TNT en nitroglycerine (T4). Hierdoor stort het dak van het gebouw in en komen 85 personen om het leven. Meer dan 200 mensen raken gewond. Het is de grootste naoorlogse aanslag in de Italiaanse geschiedenis.
- 1980, 26 september - In München komen twaalf mensen om het leven tijdens een bomaanslag bij een feestterrein van het Oktoberfest. Onder hen is de neonazi Gundolf Kohler, de vermoedelijke dader.[4]
- 1980, 3 oktober - Aanslag op de Synagogue Rue Copernic in Parijs.
- 1981, 20 oktober - Bomaanslag tegen Joodse doelwitten in Antwerpen.
- 1982, 1 juli - In Rotterdam wordt Kemalettin Demirer doodgeschoten door Armeense terroristen.
- 1982, 14 september - De op 23 augustus tot president van Libanon gekozen falangistenleider Bashir Gemayel wordt bij een bomaanslag gedood.
- 1982, 14 september - In Libanon worden 700 Palestijnen vermoord door Falangisten onder toezicht van Israël. De VN veroordeelt deze daad als genocide vanaf de kant van Israël. Latere onderzoeken wijzen hoge Israëlische militairen als verantwoordelijken aan. Dit wordt mede als kantelpunt in de huidige betrekkingen gezien.
- 1983, 15 juli - Aanslag op het vliegveld Orly in Parijs.
- 1985, 23 juni - Air India-vlucht 182, een Boeing 747-237B vertrokken van Montreal (Canada) en met Bombay (India) als eindbestemming, wordt met een aan boord gesmokkelde bom opgeblazen in het luchtruim ten zuiden van Ierland. Alle 329 inzittenden, waaronder de 22-koppige bemanning, komen om het leven.[5]
- 1985, 10 juli - Aanslag op de Rainbow Warrior, een schip van Greenpeace, door de Franse geheime dienst.
- 1985, 7 december - Aanslagen op de warenhuizen Galeries Lafayette en Printemps in Parijs gepleegd door de pro-Iraanse Fouad Ali Saleh-groep. Achtergrond van deze aanslag, en de aanslagen die in 1986 zouden volgen, zijn de wapenleveranties door Frankrijk aan Iran.
- 1985 - Aanslagen door Aboe Nidal op de balies van El Al in de vliegvelden van Wenen en Rome, waarbij in totaal 19 doden vallen.
- 1986 - De Fouad Ali Saleh groep pleegt in 1986 de volgende aanslagen:
  - 3 februari - Aanslag op Galeries de Claridge op de Champs-Elysées in Parijs
  - 4 februari - Aanslag op de boekwinkel Gibert-Jeune in Parijs
  - 5 februari - Aanslagen op FNAC-Sports en Forum des Halles in Parijs
  - 20 maart - Aanslag op Galerie Point-Show op de Champs-Elysées in Parijs
  - 5 april - Bomaanslag op discotheek La Belle
  - 8 september - Aanslag op Poste de l'Hôtel de Ville in Parijs
  - 12 september - Aanslag op Cafétéria du Magasin Casino in de wijk La Défense in Parijs.
  - 14 september - Aanslag op de Pub Renault te Parijs
  - 15 september - Aanslag op de Préfecture de Police in Parijs
  - 17 september - Aanslag op Magasin TATI, rue de Rennes in Parijs
- 1988, 21 december - Een Boeing 747 explodeert tijdens Pan Am-vlucht 103 en stort neer op het Schotse stadje Lockerbie. Daarbij komen alle 259 inzittenden en 11 mensen op de grond om het leven. Oorzaak van de explosie is een bom, verstopt in een koffer in het bagageruim. Twee Libische geheim agenten worden verdacht.
- 1989, 30 november - De bankier Alfred Herrhausen wordt in Bad Homburg vor der Höhe vermoord door de Rote Armee Fraktion.
- 1989 - Militante leden van Hamas schieten Israëliërs dood bij tientallen aanslagen. Israël verbiedt als reactie de Hamas als een terreurorganisatie.

### 1990-1999
- 1991, 21 mei - Voormalig premier Rajiv Gandhi van India wordt gedood bij een bomaanslag die toegeschreven wordt aan de Tamiltijgers. Dit is de eerste terroristische aanslag waarbij een bomgordel gebruikt wordt.[6]
- 1991, 3 november - Doodseskaders van de Peruaanse regering vermoorden vijftien personen.
- 1992, 16 juli - Een bomaanslag, uitgevoerd door het Lichtend Pad in Lima, kost aan achttien mensen het leven.
- 1993, 26 februari - Eerste bomaanslag op het World Trade Center in New York, waarschijnlijk door Al Qaida.
- 1994, 25 februari - Bloedbad in de moskee bij de Grot der Patriarchen. Baruch Goldstein (lid van Kach en JDL) opent het vuur op een grote groep biddende Arabische Palestijnen in een moskee in Hebron. Hierbij vallen 29 doden en 125 gewonden.
- 1994, 6 april - Acht doden bij aanslag met een autobom door Hamas in de Israëlische stad Afula.
- 1994, 13 april - Een zelfmoordaanslag door Hamas kost aan vijf mensen het leven in de stad Hadera.
- 1994, 18 juli - 85 mensen, waarvan het merendeel Joden, verliezen het leven bij een bomaanslag op een Joods cultureel centrum in Argentinië.
- 1994, 19 oktober - 22 doden bij een zelfmoordaanslag van Hamas op een bus in Tel Aviv.
- 1995, februari - Zelfmoordaanslagen op twee bussen in Jeruzalem met als resultaat 45 doden.
- 1995, 20 maart - Aanslag met zenuwgas in de metro van Tokio.
- 1995, 19 april - Bij een bomaanslag op een federaal overheidsgebouw in Oklahoma City komen 168 mensen om het leven. De aanslag blijkt gepleegd door de Amerikaan Timothy McVeigh.
- 1995, 25 juli - Een bomaanslag op station Saint-Michel - Notre-Dame (RER Parijs) uitgevoerd door de islamitische GIA onder leiding van Khaled Kelkal eist acht mensenlevens en ruim 60 gewonden.
- 1995, 17 augustus - 17 gewonden bij een bomaanslag bij de Arc de Triomphe, Parijs.
- 1995, 6 oktober - Bomaanslag op het Parijse metrostation Blanche met 13 gewonden.
- 1995 - Bomaanslag tegen Amerikaans legerpersoneel in Dharaan (Saoedi-Arabië).
- 1996, februari - 47 Israëliërs komen om bij drie zelfmoordaanslagen ter vergelding van de dood van Yehiyeh Ayyash, de belangrijkste bommenmaker van Hamas.
- 1996, 18 april - Achttien mensen sterven door een schietpartij door islamistische terroristen in het Europa-hotel in de Egyptische hoofdstad Caïro.
- 1996, augustus - Het Revolutionair Volksleger (EPR) pleegt aanslagen in drie staten van Mexico en Mexico-Stad, waarbij achttien doden vallen.
- 1996-1997 - Leden van de Revolutionaire Beweging Tupac Amaru gijzelen honderden personen in de Japanse ambassade in Lima. Eenentwintig mensen verliezen het leven, waaronder alle gijzelnemers.
- 1997, 17 november - Bij een aanslag in Luxor komen 71 mensen om, voornamelijk Europese en Japanse toeristen.
- 1998, 7 augustus - Bij door Al Qaida gepleegde bomaanslagen op de ambassades van de Verenigde Staten in Dar es Salaam (Tanzania) en Nairobi (Kenia) komen 224 mensen om en meer dan 4500 raken gewond.
- 1998, augustus - 21 gewonden bij een bomexplosie in Tel Aviv, waaronder een baby en een zwangere vrouw.
- 1998, oktober - Doden bij een Hamas-aanslag, gericht tegen een schoolbus met joodse scholieren in de Gazastrook.
- 1998, november - Een autobom ontploft in Jeruzalem waarbij twee doden vallen en 21 gewonden.
- 1998, november - 18 gewonden in de Israëlische badplaats Netanya als een staafbom in een vuilnisbak voor een bank ontploft.
- 1999, september - Een reeks bomaanslagen op appartementengebouwen in Rusland in de steden Moskou, Boejnaksk en Volgodonsk, volgens de autoriteiten gepleegd door Tsjetsjenen. Hierbij komen honderden mensen om, en het betekent de start van de Tweede Tsjetsjeense Oorlog.

## 21e eeuw

### 2000-2009

#### 2000
- 9 oktober - Het christelijke Verzetsleger van de Heer pleegt een aanslag met granaten op twee discotheken in Gulu (Oeganda), waarbij negen mensen om het leven komen.
- 12 oktober - Zelfmoordaanslag op het Amerikaanse gevechtsschip USS Cole door Al Qaida.
- november - Zware bomaanslag op een bus in de noordelijke plaats Hadera waarbij twee Israëli's omkomen.
- 8 december - De Jarafamoskee in Omdurman (Soedan) wordt getroffen door een aanslag. 22 doden.
- 24 december - Diverse aanslagen eisen op kerstavond in Indonesië in totaal 18 doden. Alleen al in Jakarta worden vijf kerken getroffen.

#### 2001
- 5 februari - Bij een bomaanslag in het Moskouse metrostation Byelorusskaya worden 15 mensen verwond.
- 1 juni - zelfmoordaanslag in een rij voor een discotheek in het oude Dolfinarium van Tel Aviv doodt 21 mensen. De Hamas eiste verantwoordelijkheid op. Zie: Bomaanslag op de Dolfinarium-discotheek in Tel Aviv
- 9 augustus - een lid van Hamas blaast zichzelf op in een pizzarestaurant in Jeruzalem: vijftien doden. Zie: Terroristische aanslag in het Sbarro-pizzarestaurant van Jeruzalem.
- 11 september - Terroristische aanvallen op de Twin Towers in New York en het Pentagon bij Washington D.C. Bijna 3.000 mensen komen om het leven. De aanslag wordt nooit officieel opgeëist, maar algemeen wordt aangenomen dat deze is gepleegd door Al Qaida. Zie: aanslagen op 11 september 2001.
- 1 oktober - Een autobom ontploft bij een overheidsgebouw in Srinagar (Kasjmir, India). Hierbij worden 35 burgers gedood en raken er 40 gewond. Jaish-e-Mohammed eist de aanslag op.
- 17 oktober - Terroristen van het Volksfront voor de Bevrijding van Palestina vermoorden in Jeruzalem de Israëlische minister van Toerisme Rechavam Ze’evi.
- 28 oktober - In het Indiase Bahawalpur vallen 18 doden nadat zes mannen het vuur openen op een kerk. Onder de doden is een politieman die de kerk bewaakte.[7]
- 1 december - Op de Ben-Yehudastraat in Jeruzalem blaast Hamas 11 mensen op.
- 2 december - In bus 16 in Haifa (Israël) worden door de Hamas 15 mensen vermoord.
- 13 december - Pakistaanse terroristen vallen het Indiase parlement aan. Er vallen 14 doden, inclusief de 5 aanvallers die lid waren van Jaish-e-Mohammed.
- 23 december - Richard Reid, een tot de islam bekeerde Brit, probeert tijdens American Airlines-vlucht 63 het vliegtuig met een bom in zijn schoen op te blazen. Voordat hij deze bom kan laten afgaan wordt hij echter overmeesterd door de passagiers en het vliegtuigpersoneel.

#### 2002
- 22 januari - Bij een aanval op het Amerikaanse culturele centrum in Calcutta vallen 5 doden en 20 gewonden. De aanval wordt opgeëist door Harkat-ul-Jihad al-Islami.[8]
- 9 maart - Bomaanslag in Café Moment. Een Palestijnse terrorist blaast zich op in een drukke horecagelegenheid in de wijk Rehavia in Jeruzalem. Een bom onder zijn kleren doodt 11 bezoekers en de dader zelf. 54 mensen raken gewond.[9] De aanslag vond plaats op slechts 100 meter van het huis van de premier van Israël.
- 17 maart - In Islamabad vindt een granaataanval plaats op een kerk. Er vallen vijf doden, waaronder twee Amerikaanse vrouwen.[10]
- 20 maart - Bij de stad Umm al-Fahm in Noord-Israël wordt een bus opgeblazen: zeven doden.
- 21 maart - In de King Georgestraat in Jeruzalem vallen bij een zelfmoordaanslag in totaal vier doden.
- 27 maart - 29 mensen komen bij een zelfmoordaanslag in een hotel in Netanja.
- 31 maart - Bij een aanslag in het Matzarestaurant in Haifa vallen zestien doden, waaronder veel Arabische inwoners van Israël. Ook de dader komt om.[11]
- 10 april - Een bus van Egged explodeert nabij Haifa tijdens een rit naar Jeruzalem. Acht Israëliërs komen om.
- 11 april - Bomaanslag op de El-Ghribasynagoge in het Tunesische Djerba. Er vallen 20 doden, onder wie 14 Duitse toeristen.
- 12 april - Bij een aanslag op de Mahane Yehudamarkt in Jeruzalem komen zes personen om.
- 7 mei - Bij een bomaanslag in Risjon Letsion vallen 15 doden.
- 8 mei - Elf Fransen en twee Pakistanen sterven in Karachi ten gevolge van een bomaanslag op een bus.
- 13 mei - Bij een treinongeluk in het Indiase Jaipur komen 12 mensen om het leven. Oorzaak is sabotage van de rails. De daad wordt opgeëist door Students Islamic Movement of India.
- 19 mei - Bomaanslag op de markt in de stad Netanja: 3 doden.
- 5 juni - Bij een zelfmoordaanslag op een Egged-bus nabij het knooppunt Megidda in het noorden van Israël vallen 18 doden.[12]
- 14 juni - Het Amerikaanse consulaat in Karachi wordt aangevallen door strijders van Harkat-ul-Mujahideen. 12 mensen komen om het leven.
- 18 juni - Opnieuw een zelfmoordaanslag op een Egged-bus, nu in Jeruzalem. Naast de dader vallen 19 doden.[13]
- 17 juli - In de Neve Sha'ananstraat in Tel Aviv vindt een dubbele bomaanslag plaats. Er vallen zeven doden, inclusief de twee daders.[14]
- 4 augustus - Bij Knooppunt Meron in de buurt van de stad Safed vindt een zelfmoordaanslag plaats op een bus. Er vallen 10 doden, inclusief de dader.[15]
- 19 september - Zelfmoordaanslag in de Allenbystraat in Tel Aviv. Met de dader erbij zijn er zeven doden. Hamas eist de verantwoordelijkheid op.[16]
- 25 september - Twee terroristen behorend tot de Jaish-e-Mohammed vallen een tempelcomplex in Ahmedabad aan, waarbij dertig doden vallen.
- 12 oktober - Bij een aanslag in een toeristische discotheek op het Indonesische eiland Bali vallen ruim 200 slachtoffers.
- 21 oktober - Nabij knooppunt Karkur in het noorden van Israël wordt een Egged-bus opgeblazen: 16 doden, inclusief twee daders.[17]
- 23 oktober - Tsjetsjeense terroristen gijzelen bezoekers tijdens een toneelvoorstelling in Moskou. 120 gegijzelden en 40 terroristen komen om tijdens de reddingsactie 3 dagen later.
- 18 november - Hamas-leden openen het vuur op joodse kolonisten waarbij 12 doden vallen.
- 21 november - In het Israëlische plaatsje Kiryat Menahem vallen 14 doden bij een aanslag op een stadsbus vol met schoolkinderen en studenten.
- 28 november - Arabische terroristen blazen een auto op voor een Israëlisch toeristenhotel in de Keniaanse stad Mombassa. Hierbij vallen 13 doden.
- 25 december - In de plaats Daska in Pakistan wordt een kerk tijdens een kerstdienst overvallen. Drie vrouwen worden gedood, 14 raken verwond.[18]

#### 2003
- 5 januari - Zelfmoordaanslag op het centrale busstation in Tel Aviv: 25 doden, inclusief daders. De verantwoordelijkheid wordt opgeëist door de Al-Aqsa Martelarenbrigade.[19]
- 5 maart - Zware aanslag in Haifa. Een Eggedbus wordt opgeblazen door een zelfmoordterrorist. Er vallen 17 doden.[20]
- 30 april - Aanslag in de pub Mike’s Place in Tel Aviv. De dader is een Britse moslim van Pakistaanse afkomst. Met hem erbij vallen er vier doden.
- 4 mei - Bij een door Abu Sayyaf opgeëiste bomaanslag op Davao International Airport op het eiland Mindanao komen 21 mensen om het leven en vallen 166 gewonden.
- 12 mei - Reeks bomaanslagen (door leden van Al-Qaida) op door buitenlanders bewoonde appartementencomplexen in de Saoedische hoofdstad Riyad, waarbij 35 mensen omkomen (inclusief de terroristen).
- 16 mei - Bij meerdere aanslagen in Casablanca komen in totaal 33 burgers en 12 terroristen om. De aanslagen worden opgeëist door Salafia Jihadia.
- 18 mei - Vermond als een orthodoxe jood blaast een Palestijn zich op in buslijn 6 in Jeruzalem. Met hem sterven nog zeven mensen.[21]
- 19 mei - In het winkelcentrum van het stadje Afula in het noorden van Israël blaast een terrorist zichzelf op. Er overlijden drie personen met hem.[22]
- 11 juni - Op het Davidkaplein in Jeruzalem explodeert een Egged-bus van lijn 14a: 17 doden en circa 100 gewonden.[23]
- 5 augustus - Aanslag op het Mariotthotel in Jakarta door de organisatie Jemaah Islamiyah. 12 doden.
- 19 augustus - Bomaanslag in Shmuel HaNavi. Bij deze zelfmoordaanslag vielen 24 doden, waaronder de dader. De bom ging kort voor 21 uur plaatselijke tijd af toen de volle bus op een van de doorgaande routes door de orthodoxe wijk Shmuel HaNavi in het westen van Jeruzalem reed. Onder de slachtoffers waren acht kinderen, het jongste slachtoffer was 11 maanden. Zowel de Islamitische Jihad als Hamas eisten de verantwoordelijkheid op voor de aanslag.
- 25 augustus - Een dubbele bomaanslag in Mumbai eist 52 levens. De verantwoordelijkheid wordt opgeëist door Lashkar-e-Taiba.
- 9 september - Bij Tzrifin laat een zelfmoordterrorist zichzelf ontploffen bij een bushalte. Met hem sterven nog negen mensen.[24] Dezelfde dag nog vindt er ook een aanslag plaats bij Cafe Hillel in Jeruzalem, waarbij acht doden vallen.[25]
- 4 oktober - Bij een terroristische aanslag in het Maxim-restaurant van Haifa worden 21 Israëliërs - joden en Arabieren - gedood en vallen 51 gewonden.
- 25 december - Even buiten Tel Aviv wordt een bus opgeblazen. In totaal vijf doden.[26]

#### 2004
- 14 januari - Vier doden door een zelfmoordaanslag bij de grens tussen Israël en de Gazastrook. Het was de eerste keer dat in de Gazastrook een vrouw in naam van de Hamas een zelfmoordaanslag pleegde.
- 16 januari - Drie mensen sterven ten gevolge van een bom in een passagiersbus, geplaatst door leden van de Verenigde Communistische Partij van Nepal (Maoïstisch) (CPN-M). De bus was onderweg naar Dharan en de bom ontplofte toen de bus stopte bij een veiligheidscontrolepunt. Een politieagent, de buschauffeur en een passagier komen om het leven.
- 29 januari - Zeker tien doden door een zelfmoordaanslag op een bus in Jeruzalem.
- 6 februari - Een bom in de metro van Moskou, vermoedelijk geplaatst door Tsjetsjenen, doodt 41 mensen.
- 1 februari - In Mosoel worden 117 mensen vermoord door zelfmoordterroristen die zichzelf opblazen in de buurt van kantoren van de Koerdische Democratische Partij en de Patriottische Unie van Koerdistan. Jamaat Ansar al-Sunnah claimt verantwoordelijkheid.
- 12 februari - Leden van de Verenigde Communistische Partij van Nepal (Maoïstisch) gooien bommen naar een passagiersbus in het district Kabhre, waarbij zes mensen om het leven komen. Er zijn 13 gewonden.
- 27 februari - Bij een bomaanslag door Abu Sayyaf op de Superferry 14 worden 116 burgers gedood in de Filipijnen.
- februari - Een bomaanslag tijdens een optocht van sjiitische moslims in Pakistan doodt 43 mensen en verwondt er 160.
- 2 maart - In de voor sjiieten heilige Iraakse stad Karbala worden 106 mensen gedood door een zelfmoordaanslag.
- 9 maart - Bomaanslag op een restaurant in Istanboel (Turkije).
- 11 maart - Aanslagen op forensentreinen, Madrid. 191 mensen vermoord en 1400 verwond.
- 14 maart - Twee jonge zelfmoordterroristen brengen tien mensen om bij een aanslag in de haven van het Israëlische plaatsje Ashdod.
- 12 april - In Jharkhand kwamen 26 politieagenten om het leven door een landmijn die was geplaatst door maoïstische communisten.
- 21 april - Een bomaanslag op een veiligheidsgebouw in Riyad (Saoedi-Arabië) doodt 5 mensen.
- 11 mei - Boko Haram valt twee kerken aan, met 11 doden tot gevolg.[27]
- 28 juli - In de Iraakse hoofdstad Bagdad komen 68 mensen om bij een aanslag op een markt en een politiebureau.
- 1 augustus - Vijf kerken in Bagdad worden getroffen door bomaanslagen. Er vallen 11 of 12 doden en er zijn 61 gewonden.[28][29]
- 21 augustus - In de Bengaalse hoofdstad Dakkah komen 24 mensen om bij een aanval van Harkat-ul-Jihad al-Islami.
- 24 augustus - Er vallen 90 doden door springstofexplosies op twee Russische passagierstreinen in het zuidwesten van Rusland.
- 28 augustus - Acht kinderen vinden de dood als buiten een religieuze school een bom tot ontploffing wordt gebracht.
- 31 augustus - Een bomexplosie bij de ingang van een metrostation in Noord-Moskou, veroorzaakt door (waarschijnlijk) een Tsjetsjeense zelfmoordenaar, doodt 10 mensen en verwondt 33 mensen.
- 31 augustus - 18 doden bij een dubbele bomaanslag in Beër Sjeva. Hamas eist de verantwoordelijkheid op.[30]
- Op 1 september worden schoolkinderen en leraren in Beslan gegijzeld door Tsjetsjeense terroristen. De gijzeling eindigt op 3 september na een ongeplande aanval van Russische militairen, waarbij 335 doden vallen.
- 9 september - Islamitische terroristen plegen een bomaanslag op de Australische ambassade in Jakarta (Indonesië), waarbij 8 mensen omkomen.
- 1 oktober - Bij een reeks bomaanslagen op Bali vallen, inclusief de daders, 23 doden en ruim honderd gewonden. De aanslagen worden gepleegd in de twee voor het toerisme belangrijke plaatsen Kuta en Jimbaran door de terreurgroepering Jemaah Islamiyah.
- 7 oktober - Drie autobommen ontploffen in steden gelegen op de Sinaï. Hierbij komen meer dan 34 mensen om en raken er 114 gewond, velen van hen Israëli's, anderen buitenlandse toeristen.
- 1 november - Bij een bomaanslag op een markt in Tel Aviv vallen naast de dader drie doden.[31]
- 2 november - Moord op Theo van Gogh door Mohammed Bouyeri
- 15 november - Twee bomaanslagen in Istanboel tegen synagoges, waarbij 24 mensen omkomen.
- 20 november - Twee bomaanslagen tegen een bank en het Britse consulaat in Istanboel, waarbij 33 doden vallen.
- 28 november - Bij een aanslag op een hotel in het Keniaanse Mombassa komen 13 mensen om.
- 6 december - Terroristen, vermoedelijk gelinkt aan Al Qaida, vallen het Amerikaanse consulaat in Jeddah (Saoedi-Arabië) aan; hierbij worden vijf lokale employees gedood.
- 7 december - In Mosoel worden in twee bomaanslagen zowel een Chaldeeuwse als een Armeense kerk verwoest.[32]
- 12 december - Bomaanslag door islamitische terroristen op een kerstmarkt in General Santos (Filipijnen), waarbij 15 mensen omkomen.
- Aanslagen in onder andere Istanboel, Saoedi-Arabië, Marokko, Tunesië, Tsjetsjenië en andere, meest islamitische, landen.

#### 2005

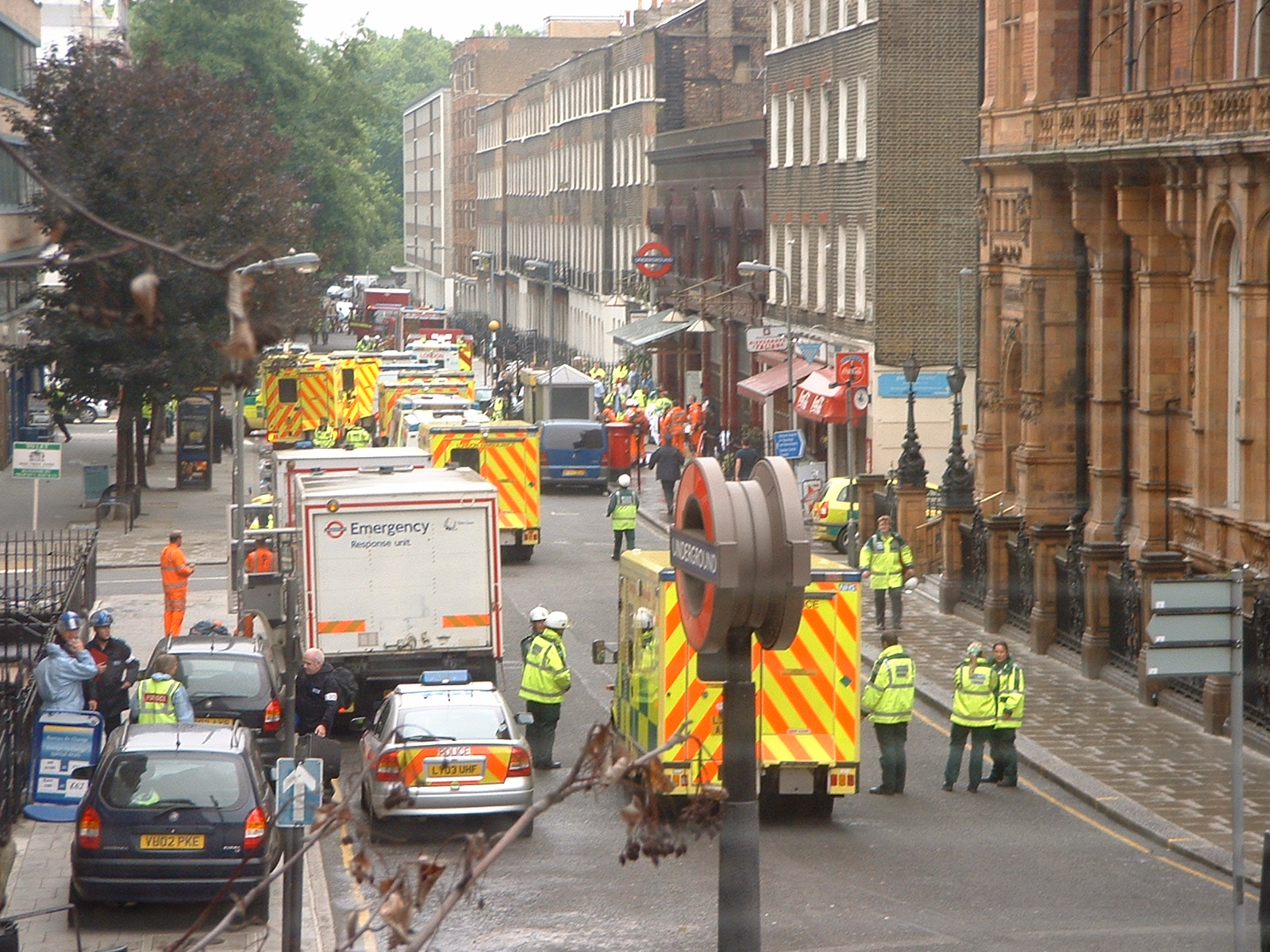
Ambulances in Londen na de terroristische aanslagen in 2005

- 13 februari - Bij een zelfmoordaanslag bij een grensovergang tussen Israël en Gaza worden negen mensen gedood en vallen er meerdere gewonden. Drie Palestijnse militante groeperingen eisen de aanslag op, waaronder de Al-Aqsa Martelarenbrigade.
- 14 februari - Bomaanslag in Beiroet door Hezbollah. De Libanese minister Hariri wordt gedood. In totaal vallen er bij deze aanslag 22 doden.
- 25 februari - Buiten een nachtclub in de buurt van het strand van Tel Aviv blaast een Palestijnse terrorist zichzelf (en daarmee definitief het staakt-het-vuren) op met 20 pond aan explosieven. Meer dan 4 personen worden gedood en 12 mensen raken gewond.
- 19 maart - Een autobomexplosie bij een theater in Doha (Qatar) doodt 1 Brit en verwondt 17 anderen.
- 23 maart - 3 doden bij een aanslag in een winkelcentrum in Kaslik, een christelijke stad ten noorden van Beiroet.
- 27 maart - Tijdens een paasviering in de Pakistaanse stad Khambay wordt een kerk beschoten. Er valt 1 dode en er zijn 6 gewonden.[33]
- 7 april - Een terrorist blaast zichzelf op met explosieven op de Khan al Khalili markt in Caïro (Egypte). Hierbij worden 3 buitenlandse toeristen gedood, 17 anderen raken gewond.
- 28 mei - Jemaah Islamiyah pleegt een aanslag op een markt in Tentena op Sulawesi. Er vallen 22 doden.
- 7 juli - Een Palestijnse tiener blaast zichzelf op in een winkelpromenade in de buurt van Netanja (Israël), waarbij 3 Israëli's worden gedood.
- 7 juli - Bij bomaanslagen in het Londense openbaar vervoer worden 52 mensen gedood en raken er 700 gewond.
- 14 juli - Een Palestijnse raketaanval op Israëlische doelen kost een 22-jarige vrouw het leven. De Al-Aqsa Martelarenbrigade eist de verantwoordelijkheid voor de beschieting op. Het is de eerste dodelijke raketaanval vanuit de Gazastrook sinds Israël en de Palestijnen in februari 2005 een staakt-het-vuren overeenkwamen.
- 16 juli - Bij een bomaanslag aan de westkust van Turkije wordt een minibus opgeblazen. Vijf mensen worden gedood en 13 verwond, hierbij voornamelijk Britse en Ierse toeristen.
- 21 juli - Een tweede serie bomaanslagen in het Londense openbaar vervoer mislukt grotendeels. Er raakt één persoon gewond.
- 23 juli - Bij terroristische aanslagen in Sharm-el-Sheikh worden ten minste 88 personen gedood en raken er 111 verwond. De aanslag wordt toegeschreven aan Al Qaida.
- 24 juli - Aan de grens van Israël met de Gazastrook vallen twee doden en vier gewonden als Palestijnse militanten een Israëlische auto beschieten. Eerder die dag was een Palestijnse terrorist opgepakt met een bomgordel die van plan was in Tel Aviv een aanslag te plegen. De incidenten worden gepleegd aan het einde van het bezoek van Amerikaanse minister Condoleezza Rice van Buitenlandse Zaken aan het Midden-Oosten.
- 4 augustus - In Istanboel (Turkije) komen twee mensen om het leven en raken zeker vijf mensen gewond bij een exploderende bom, die was verstopt in een afvalbak. Zij kwamen allemaal van een huwelijksfeest en net toen ze in de auto zaten om naar huis te gaan, ontplofte de bom.
- 4 augustus - Een extreemrechtse Israëlische deserteur schiet 4 Arabische Israëliërs in een bus dood, onder wie de chauffeur. De Egged-bus, die uit Haifa kwam, is op dat op moment in de Druzische wijk van de eindbestemming Shefa Amr. De deserteur, Eden Natan-Zada, wordt gedood door inzittenden van de bus en omstanders voordat hij zijn wapen kan herladen.
- 17 augustus - Bomaanslag in Bagdad op 17 augustus 2005. Drie auto's scheuren door drukbezochte plaatsen in het centrum van de stad, alwaar de zelfmoordterroristen zichzelf met auto en al opblazen. Ze doden 43 mensen, 76 mensen raken gewond.
- 14 september - Bomaanslagen in Bagdad op 14 september 2005. 112 doden en 160 gewonden.
- 26 oktober - Bij een bomaanslag op een markt in Hadera vallen minimaal vijf doden, exclusief de dader.[34]
- 9 november - Drie bomaanslagen op hotels in Amman, Jordanië. Er vallen 60 doden en 115 gewonden. De aanslag wordt onmiddellijk opgeëist door Al-Qaeda in Iraq.
- 5 december - Zelfmoordaanslag in het winkelcentrum HaSharon in Netanja. Er vallen zes doden, onder wie de dader.[35]

#### 2006
- 22 februari - Een bomaanslag beschadigt de Gouden Moskee in Samarra, Irak. Er vallen geen doden of gewonden. De aanslag leidt tot een golf van geweld tussen soennieten en sjiieten.
- 2 maart - 4 doden, waaronder een Amerikaanse diplomaat, door een bomaanslag in Karachi, Pakistan.
- 7 maart - 15 doden door bomaanslagen in de hindoeïstische stad Benares, India.
- 14 maart - 86 doden door verschillende executies in Bagdad, Irak.
- 6 april - 13 doden door een aanslag bij de Imam Alimoskee in Najaf, Irak.
- 7 april - 80 doden door een aanval op een moskee in Bagdad, Irak.
- 11 april - 57 soennitische moslims worden gedood door zelfmoordaanslag tijdens gebed in Karachi, Pakistan.
- 17 april - 10 doden en 70 gewonden door een door Sami Hammad gepleegde zelfmoordaanslag in Tel Aviv, Israël.
- 24 april - 23 doden, waaronder 3 buitenlanders, en 62 gewonden door bomaanslagen in de Egyptische badplaats Dahab.
- 14 mei - 32 doden door aanslagen in Bagdad, Irak.
- 14 juni - 64 doden en 80 gewonden, onder wie veel kinderen, door aanslag op een bus in Kabithigollewa, Sri Lanka.
- 17 juni - 23 doden door aanslagen in Bagdad, Irak.
- 25 juni - 4 Russische diplomaten vermoord door Al Qaida.
- 1 juli - 62 doden en 114 gewonden door een autobom op een markt in de wijk Sadr City in Bagdad, Irak
- 9 juli - 40 soennitische moslims worden gedood door schutters in Bagdad, Irak.
- 11 juli - 183 doden en 500 gewonden door zeven bomaanslagen op treinen tijdens de avondspits in Mumbai, India.
- 15 juni - In Sri Lanka laten de Tamiltijgers twee mijnen ontploffen als een bus met meer dan 140 burgers langs komt. Hierbij komen 68 burgers, onder wie tien kinderen en drie zwangere vrouwen, om het leven.[36]
- 18 juli - 53 doden door bomaanslagen in Najaf, Irak.
- 31 juli - Een geplande aanslag op treinen in Keulen, Duitsland mislukt: de kofferbommen ontploffen niet.
- 3 augustus - 22 doden door bomaanslagen in Afghanistan.
- 6 augustus - In Sri Lanka worden 15 geëxecuteerde tsunami-hulpverleners gevonden.
- 8 augustus - 30 doden door bomaanslagen in Bagdad, Irak.
- 10 augustus - Ten minste 35 doden bij een zelfmoordaanslag nabij de Imam Alimoskee in Najaf, Irak.
- 10 augustus - Geplande aanslagen op trans-Atlantische vliegtuigen worden verijdeld door de Britse politie.
- 28 augustus - Antalya wordt getroffen door een bomaanslag. Daarbij komen drie mensen om het leven en er vallen tientallen gewonden. De aanslag vindt plaats aan de ingang van het oude centrum van Antalya.
- 24 september - De Sint-Marykathedraal in Bagdad wordt getroffen door twee bomaanslagen achter elkaar. Er zijn twee doden te betreuren.[37]
- 23 november - Bij aanslagen in Sadr City, een grote wijk van Bagdad, Irak, vallen 215 doden.
- 30 december - Na sinds maart 2006 een bestand in acht genomen te hebben pleegt de Baskische terreurorganisatie ETA een bomaanslag bij het vliegveld van Madrid.
- 31 december - In de Thaise hoofdstad Bangkok vinden een aantal bomaanslagen plaats waarbij enkele personen om het leven komen. Er zijn aanwijzingen dat zij hebben te maken met de opstand in de drie moslimprovincies in het diepe zuiden van het land.

#### 2007
- 29 januari - Voor het eerst wordt er een Palestijnse zelfmoordaanslag uitgevoerd in de Zuid-Israëlische badplaats Eilat; vier personen waaronder de dader komen daarbij om het leven.
- 12 februari - 79 doden door aanslagen in Bagdad, Irak.
- 14 februari - Bij een aanslag op een bus in het zuidoosten van Iran, in de stad Zahedan, komen 18 mensen om het leven. De soennitische extremistische groepering Joendallah (soldaten van God) heeft de aanslag opgeëist.
- 17 februari - Bij een zelfmoordaanslag in een rechtszaal in Quetta, Pakistan vallen 16 doden en 24 gewonden. Quetta is de hoofdstad van de provincie Beloetsjistan, die grenst aan Afghanistan en Iran, en is de laatste jaren herhaaldelijk het toneel van tribaal geweld en aanslagen door de taliban.
- 18 februari - 63 doden door aanslagen in Bagdad, Irak.
- 19 februari - Bij een aanslag op een trein in het noorden van India, komen 68 mensen om, tijdens de daarop volgende brand. De slachtoffers waren overwegend Pakistanen. De dader was een Pakistaanse extremist die de aanslag pleegde op de "Vriendschaps Express" in een poging de relatie tussen India en Pakistan te beschadigen.
- 19 februari - Het zuiden van Thailand onderging het zwaarste geweld ooit sinds het bestaan van de staat. Er vonden 28 bomaanslagen, 9 moorden en een serie brandstichtingen plaats. De daders zijn waarschijnlijk extremistische islamisten die het overwegend islamitische zuiden willen afscheiden van het goeddeels boeddhistische Thailand.
- 6 maart - 114 doden door aanslagen in Hilla, Irak.
- 27 maart - In Tel Afar, Irak komen 152 mensen om het leven nadat twee vrachtwagens tot ontploffing werden gebracht.
- 11 april - Bij een aanslag in de Algerijnse hoofdstad, Algiers, komen meer dan 30 mensen om het leven. Al-Qaida heeft de aanslag opgeëist.
- 9 mei - 19 doden bij een aanslag in Arbil, Irak.
- 15 mei - 45 doden door aanslagen in Bagdad, Irak.
- 19 mei - 16 doden bij een aanslag op een moskee in Haiderabad (Andhra Pradesh), India.
- 20 mei - 10 doden door een aanslag in de Afghaanse provincie Paktia.
- 22 mei - 25 doden door een aanslag in Bagdad, Irak.
- 23 mei - 2 doden bij een aanslag in Afghanistan. Een van de doden is een Finse soldaat.
- 24 mei - 27 doden door een aanslag in Fallujah, Irak.
- mei 2007 - 2 doden in de Israëlische stad, Sderot door Qassam-raketten vanuit de Gazastrook.
- 3 juni - In de stad Mosoel worden vier Chaldeeuwse christenen tijdens het verlaten van een kerk doodgeschoten. Onder hen is een priester.[38]
- 19 juni - 75 doden en 203 gewonden in Bagdad, Irak.
- 14 augustus - Grootste aanslag in Irak sinds de oorlog begon in 2003. In de stad Qahtaniya werden meerdere tankwagens opgeblazen. Er vielen 796 doden. Ongeveer 1300 mensen raakten gewond.
- 25 augustus - 44 doden door aanslagen in Haiderabad (Andhra Pradesh), India.
- 4 september - 21 doden door twee bommen in Rawalpindi, Pakistan.
- 18 oktober - Bij de grootste aanslag in de Pakistaanse geschiedenis vielen 136 doden en ongeveer 450 gewonden. Toen de ex-premier Benazir Bhutto terugkeerde naar Karachi, Pakistan vonden er twee grote explosies plaats. Bhutto zelf bleef ongedeerd.
- 27 december - Benazir Bhutto komt op 54-jarige leeftijd alsnog door een zelfmoordaanslag om het leven nadat ze een verkiezingstoespraak had gehouden op een politieke bijeenkomst van de Pakistan Peoples Party in Rawalpindi.

#### 2008

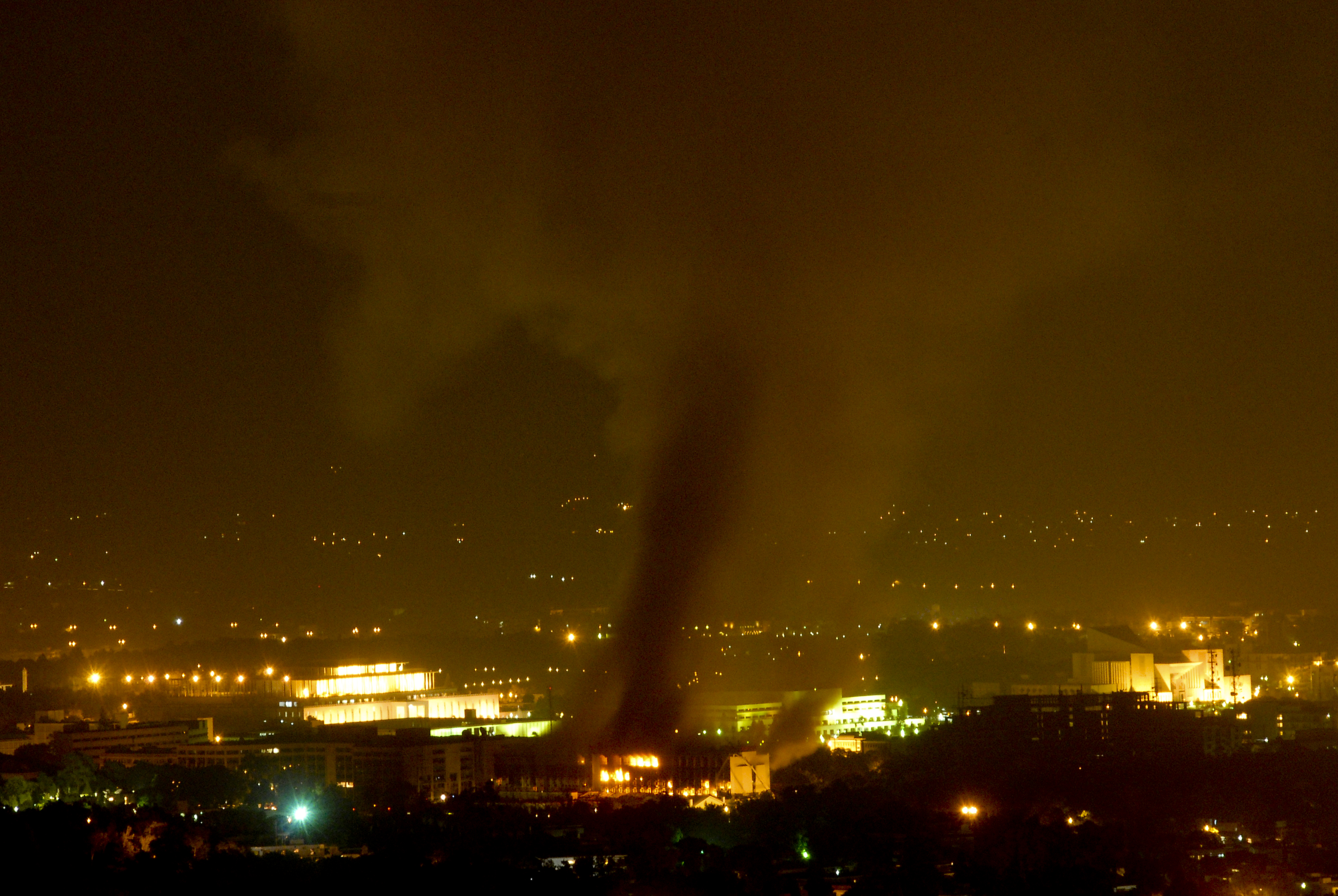
Zicht op het Marriotthotel in Islamabad, kort na de aanslag op 20 september 2008

- 9 januari - Twee bomaanslagen op kerken in Kirkuk.[39]
- 21 januari - Een bomaanslag in het Iraakse Al-Hajaj doodt 18 mensen tijdens een begrafenis.
- 1 februari - Door een aanslag op een markt in Bagdad vallen 99 doden en 196 gewonden. De daders blijken twee vrouwen te zijn met het syndroom van Down, waarschijnlijk door terroristen gedwongen om deze daad uit te voeren.
- 16 februari - 101 doden in Arghendab in Afghanistan door een zelfmoordaanslag tijdens een sportwedstrijd.
- 6 maart - Bij een aanslag op de Merkaz HaRav Yeshiva in Jeruzalem worden 8 Joodse studenten tijdens hun godsdienststudie vermoord door Alaa Abu Dhein.
- 13 mei - Een hindoetempel wordt aangevallen door islamitische terroristen. 63 doden en 216 gewonden.
- 2 juli - In een orthodox-joodse school in Jeruzalem worden 8 mensen neergeschoten door een gewapende schutter. Uiteindelijk wordt ook de schutter gedood.[40]
- 26 juli - In de Indiase stad Ahmedabad vinden meerdere bomaanslagen plaats in een tijdsbestek van 70 seconden. Hierbij vallen 56 doden. De verantwoordelijkheid wordt opgeëist door Harkat-ul-Jihad-al-Islami.
- 13 september - In Delhi vindt een bomaanslag plaats. Er vallen 30 doden en circa 130 gewonden. Verantwoordelijke is Indian Mujahideen.
- 20 september - Een terrorist blaast zichzelf op in het Marriotthotel in Islamabad. Er vallen 53 doden.
- 26 november - Bij een reeks gelijktijdige aanslagen in Mumbai vallen 178 doden.
- 28 november - In de Nigeriaanse stad Jos worden meer dan 40 kerken in brand gestoken.[41] In totaal zijn er bijna 400 doden te betreuren.[42]

#### 2009
- 15 januari - In Mosoel worden 15 christenen gedood door strijders van Islamitische Staat in Irak.
- 21 februari - Een aanslag op een kerk in Bauchi te Nigeria eist 11 levens.
- 27 februari - In het Somalische Mogadishu komen 42 mensen om door een aanslag.
- 18 juni - Bomaanslag op het Medinahotel in het Somalische Beledweyne kost 35 levens. De aanslag werd uitgevoerd door Al-Shabaab.
- 24 juni - In Bagdad ontploft een bom op de markt in de sjiitische wijk Sadr City, waarbij 72 mensen om het leven komen.[43]
- 7 juli - Vijf kerken in Bagdad worden getroffen door bomaanslagen in een gecoördineerde actie. Er vallen vier doden. De Amerikaanse ambassadeur ontsnapt ternauwernood.[44]
- 17 juli - Bij een aanslag op het Mariotthotel in Jakarta vallen 9 doden. Jemaah Islamiyah is verantwoordelijk.
- 19 augustus - De bomaanslag in Bagdad op 19 augustus 2009 hoort thuis in de reeks van bomaanslagen in Bagdad, die tijdens de Irakoorlog werden gepleegd. Drie gecoördineerde autobommen en een aantal mortieren gaan om ongeveer 10.45 uur tegelijkertijd af. Er vallen ten minste 101 doden en zeker 565 gewonden.
- 29 augustus - Een aanslag op een kerk in Wernyol te Soedan eist 43 levens en 62 gewonden.
- 25 oktober - In het Iraakse Bagdad komen 160 mensen om door een zware autobom.
- 28 oktober - In Pesjawar te Pakistan wordt een autobom tot ontploffing gebracht in een winkeldistrict dat alleen toegankelijk is voor vrouwen. Hierbij komen 117 mensen om het leven.[45]
- 8 december - Enkele autobommen gaan af in Bagdad. 127 doden en 448 gewonden.
- 15 december - In Mosoel worden twee Syrisch-Orthodoxe kerken aangevallen door middel van bomaanslagen.[46]
- 25 december - Op Northwest Airlines-vlucht 253 van Amsterdam naar Detroit wordt een terroristische aanslag gepleegd met een pakketje PETN (80 gram) door Umar Farouk Abdulmutallab. Het pakketje moest tot ontploffing worden gebracht met een spuit chemicaliën. De aanslag mislukt; slechts 3 mensen (waaronder de terrorist) lopen brandwonden op.
- 28 december - Zelfmoordaanslag in Karachi, Pakistan. 45 doden en 82 gewonden.

### 2010-2019

#### 2010
- 7 januari - Negen Kopten worden bij het verlaten van een kerk vanuit een voorbijrijdende auto doodgeschoten.[47]
- 8 januari - In de Angolese exclave Cabinda wordt een aanslag op het Togolees voetbalelftal gepleegd door rebellen van de Angolese afscheidingsbeweging FLEC. Bij de grens met Congo-Brazzaville nemen rebellen de spelersbus van Togo onder vuur. Eén persoon wordt gedood en negen raken gewond.
- 5 februari - Een dubbele bomaanslag in Karachi eist 23 levens. Vooral christenen en sjiieten komen om.[48]
- 11 februari - In de stad Bannu in Pakistan is een opleidingscentrum voor politie-agenten het doelwit van een bomaanslag. Er vallen zeker 15 doden.[49]
- 3 maart - Een serie van drie aanslagen in Baquba eist 33 doden en 55 gewonden. Onder de doden zijn tien politiemannen.
- 29 maart - In de metro van de Russische hoofdstad Moskou plegen twee vrouwen een aanslag met bomgordels. Er vallen 40 doden en meer dan 100 gewonden.
- 4 april - Bij drie bomaanslagen in Bagdad komen 42 mensen om het leven en raken 224 personen gewond.
- 28 mei - Bij aanslagen op twee moskeeën in Lahore tijdens het vrijdaggebed komen 86 mensen om. Tehrik-i-Taliban Pakistan eist de aanslag op
- 11 juli - Tijdens de finale van het wereldkampioenschap voetbal wordt een aanslag gepleegd op televisie kijkende sportfans in de Oegandese hoofdstad Kampala. Er vallen 74 doden. De aanslag wordt opgeëist door Al-Shabaab.
- 15 juli - In de Pakistaanse stad Sukkur wordt een kerk aangevallen. Er vallen vijf doden.[50]
- 15 juli - In de Iraakse stad Zahedan, niet ver van Pakistan, wordt een bomaanslag gepleegd op een sjiitische moskee. Er vallen meer dan 27 doden. De aanslag wordt opgeëist door de groepering Jundallah.
- 31 oktober - Een gijzeling in een katholieke kerk in Bagdad eindigt in een drama. 53 personen komen om wanneer de gijzelnemers zichzelf tijdens een bestorming door de politie opblazen.
- 25 december - Tijdens kerstvieringen vinden enkele aanslagen op kerken plaats in de Nigeriaanse steden Jos en Maiduguri. Hierbij komen 39 personen om het leven. Terreurorganisatie Boko Haram eist de verantwoordelijkheid op.

#### 2011
- 1 januari - Bij een bomaanslag op een kerk in Alexandrië komen 23 kopten om het leven.
- 24 januari - Bij een bomaanslag op de luchthaven Domodedovo van de Russische hoofdstad Moskou vallen zeker 36 doden en 50 gewonden. De Tsjetsjeense rebellenleider Oemarov eist de verantwoordelijkheid op, en dreigt met meer aanslagen wanneer Tsjetsjenië geen onafhankelijkheid krijgt.
- 27 januari– In de Iraakse hoofdstad Bagdad komen 48 mensen om door een autobom. De bom is geplaatst door Al-Qaeda in Iraq.
- 28 januari - Er wordt in het Nigeriaanse Maiduguri een aanslag gepleegd door Boko Haram, waarbij 7 mensen worden gedood.[51]
- 28 maart - In het Pakistaanse Hyderabad wordt een pinksterkerk aangevallen. Er vallen twee doden.[52]
- 11 april - Een bomaanslag in Minsk, in station Oktjabrskaja van het plaatselijke metronet, kost aan minstens twaalf mensen het leven; er zijn zeker 200 gewonden.
- 28 april - Op het drukke Djemaa el Fna-plein in Marrakesh, Marokko, ontploft een bom die in een achtergelaten rugzak zat. Er vallen 17 doden.
- 16 juni - In de Nigeria plaats Damboa komen vier mensen om na een aanslag.[53]
- 10 juli - In het dorp Suleija in Nigeria vindt een bomaanslag plaats op de All Christian Fellowship Church. Er zijn drie doden te betreuren.[54]
- 20 juli - Zeven partijleden van het Indian National Congress worden uit een hinderlaag vermoord door maoïsten van de Communistische Partij van India.
- 22 juli - De Noorse rechts-radicale islamcriticus Anders Behring Breivik pleegt twee aanslagen door nabij regeringsgebouwen in de Noorse hoofdstad Oslo een autobom te doen ontploffen waarbij 8 mensen omkomen en vervolgens in een sociaaldemocratisch jeugdkamp op het eiland Utøya negenenzestig jongeren dood te schieten.
- 18 augustus - In het uiterste zuiden van Israël, nabij Eilat, worden bij enkele aanslagen een bus, een personenauto en een groep soldaten aangevallen. Er vallen zes burgerdoden, ook komen er aanvallers, Egyptische en Israëlische soldaten om het leven.[55]
- 4 november - In de Nigeriaanse stad Potiskum worden vijf kerken verwoest.[54]
- 26 november - Het stadje Geidam in Noordoost-Nigeria wordt overvallen door Boko Haram. De bevolking vlucht, er worden acht kerken verwoest. Vier verdedigers worden gedood.[56]
- 13 december - Een aanslag in Luik eist zes doden: vijf op de Place Saint-Lambert plus de dader, die ter plaatse zelfmoord pleegt. Er vallen 125 gewonden, waaronder vijf zwaargewonden. Eerder op de dag maakte de dader nog een slachtoffer: in de garage van zijn woning wordt het dode lichaam van een 49-jarige schoonmaakster aangetroffen.
- 24 december - Bij drie bomaanslagen worden in Maiduguri in Nigeria drie kerken verwoest. Een onbekend aantal mensen komt om het leven.[57]
- Kerstmis 2011: Verschillende aanslagen op kerken in Nigeria, waarbij tientallen christenen werden gedood. Naar aanleiding van deze terreuraanslagen stelt de Nigeriaanse president Goodluck Jonathan de noodtoestand in voor een aantal noordelijke deelstaten.

#### 2012
- 6 januari - In het Nigeriaanse Mubi worden 17 christenen gedood wanneer schutters het vuur openen tijdens een bijeenkomst. In de plaats Gombe worden bij een soortgelijke aanval 6 christenen gedood.[58]
- 20 januari - Een reeks aanslagen vinden plaats in de Noord-Nigeriaanse stad Kano, volgens Boko Haram een vergelding voor politieacties. Verspreid door de stad worden minstens acht gebouwen aangevallen van de politie en de geheime dienst. Aanvankelijk melden de autoriteiten minimaal zeven doden en spraken ooggetuigen van minstens 20 doden, in de loop van de volgende dag worden aantallen van minimaal 80 om 120 genoemd.[59]
- 26 februari - Een zelfmoordaanslag op een kerk in Jos in Nigeria kost aan drie kerkgangers het leven.[60]
- 11-22 maart - In de toenmalige Franse regio Midi-Pyrénées vinden een drietal schietpartijen plaats, twee in de hoofdstad Toulouse en een in Montauban. In totaal komen zeven personen om het leven, waaronder drie kinderen en drie militairen. Alle doelbewust gekozen slachtoffers zijn van Maghrebijnse, Caribische of Joodse afkomst. Bij alle beschietingen wordt hetzelfde wapen gebruikt en wordt dezelfde scooter gesignaleerd. Uiteindelijk blijkt er één dader te zijn. Na de beschietingen van 19 maart geldt voor heel Zuid-Frankrijk het hoogste terreuralarm.
- 11 maart - Een autobom doodt drie personen wanneer deze ontploft nabij de St Sinba's Catholic church in het Nigeriaanse Jos.[61]
- 8 april - Tijdens Pasen vinden enkele aanslagen plaats op kerken in Nigeria. Hierbij komen ten minste 38 personen om het leven.[62] De meeste doden vallen bij een aanslag op een kerk in Kaduna. Hier wordt na afloop van een kerkdienst een zware autobom tot ontploffing gebracht.[63] Twee kerken werden zwaar beschadigd.
- 29 april - Gewapende mannen doden 16 kerkgangers in Kano in Nigeria.[64]
- 3 juni - Een autobom doodt 15 mensen bij een aanval op een kerk in de Nigeriaanse stad Bauchi.[65]
- 10 juni - Twee kerken in het Nigeriaanse Jos worden beschoten door gewapende mannen. Er vallen 5 doden.[66]
- 17 juni - Bij een bomaanslag op een kerk in Zaria in Nigeria komen 21 christenen om het leven.[67]
- 1 juli - Bij aanvallen op twee kerken in de Nigeriaanse plaats Garissa door vermoedelijke aanhangers van Al-Shabaab vallen 15 doden.[68]
- 4 augustus - In Jemen explodeert een bom tijdens een begrafenis. Hierbij vallen 49 doden.
- 5 augustus - Bij een gewapende aanval in de Sinaiwoestijn worden zeker 13 Egyptische politiemannen gedood.[69]
- 6 augustus - Aanslag op de Deeper Life Church in Okene. 19 doden en vele gewonden.[70]
- 23 september - Een bomaanslag op een kerk in het Nigeriaanse Bauchi kost aan drie mensen het leven.[71]
- 27 oktober - In het Syrische stadje Deir Ezzor ontploft een autobom voor een kerk. Er vallen 5 doden.[72]
- 28 oktober - Tijdens een zondagsmis wordt de katholieke St. Ritakerk in Kaduna in Nigeria getroffen door een bomaanslag. Er vallen zeven doden. Christenen voeren vergeldingsaanvallen uit, waarbij drie doden vallen.[73]
- 15 november - Een raketaanval vanuit de Gazastrook kost in de stad Kiryat Malachi aan drie Israëliërs, onder wie een zwangere vrouw, het leven.[74]
- 16 november - In Aleppo explodeert een auto nabij een Syrisch-Orthodoxe Kerk. 20 doden en 15 gewonden.
- 25 november - Bij een bomaanslag op een kerk in het Nigeriaanse Jaji vallen 11 doden.[75]
- 17 december - 21 doden en 74 gewonden na een bomaanslag bij een bushalte in het Pakistaanse Jamrud.
- 25 december - In Nigeria worden tijdens kerstmis twee aanslagen gepleegd. De eerste aanslag vindt plaats in de stad Potiskum, in de staat Yobe, gelegen in het noordoosten van het land. Gewapende mannen schieten zeker 6 bezoekers van een nachtmis dood. Onder de slachtoffers zou ook de priester zijn. Het kerkgebouw wordt na de aanval in brand gestoken. Een andere aanslag vindt plaats in de stad Maiduguri in het noorden van het land. Ook hier worden 6 kerkgangers gedood, onder wie de voorganger.[76]
- 25 december - Een kerk in Iqbal, een voorstad van Islamabad, wordt tijdens een kerstdienst aangevallen door extremisten met automatische geweren, pistolen en stokken. Zeker twaalf mensen raken daarbij gewond.[77]
- 28 december - In het dorp Chibok in het noordoosten van Nigeria worden vijftien kerkgangers gedood nadat extremisten een kerk binnendringen. De slachtoffers wordt de keel doorgesneden.[78]

#### 2013
- 9 maart - De christelijke wijk van Lahore wordt aangevallen nadat een christen de profeet Mohammed zou hebben beledigd. Zeker 100 tot 160 huizen en twee kerken werden in brand gestoken.[79][80]
- 15 april - Twee bommen ontploffen tijdens de Marathon van Boston. Er vallen drie doden en meer dan 260 gewonden. Twee Tsjetsjeense broers zitten achter de aanslag.[81]
- 16 april - In de Nigeriaanse plaats Baga worden 200 mensen vermoord.[82]
- 5 mei - Bij een aanval op een markt en een kerk in Njilan in Nigeria komen 10 mensen om.[83]
- 26 mei - Leden van het Indian National Congress worden door ongeveer 250 maoïsten aangevallen in de Darbha-vallei in het district Sukma. Hierbij komen 27 mensen om het leven.[84]
- 29 juli - Een bomaanslag op een kerk in het Nigeriaanse Kano eist ten minste 29 levens.[85]
- 10 augustus - IS vermoordt met autobommen en schietpartijen op deze dag in de Iraakse steden Babil, Nineveh, Bagdad, Kirkoek en Nasiriyah meer dan 91 mensen. De doelwitten zijn onder andere markten, cafés, restaurants en moskeeën.[86][87]
- 14 augustus tot 22 augustus - Aanslagen op 37 Koptische kerken in Egypte.[88]
- 21 september - Vier tot zes islamistische milities van de Somalische Al-Shabaab trekken schietend het winkelcentrum Westgate in de Keniaanse hoofdstad Nairobi binnen. Minstens 67 bezoekers, medewerkens en bewakers worden doodgeschoten en er vallen meer dan 175 gewonden. Daarna volgt een gijzelingsactie. De aanleiding tot de aanslag in het winkelcentrum is de aanwezigheid van 4.000 Keniaanse troepen in Somalië.
- 22 september - Bij een aanslag op een kerk in de stad Pesjawar in Pakistan vallen 80-83 doden.
- 29 september - Studenten op een universiteitscampus in Noordwest-Nigeria worden in hun slaap verrast door milities van Boko Haram. 64 van hen komen om het leven.[89]
- 5 oktober - Een aanslag op een brug in Bagdad kost aan 51 sjiitische pelgrims het leven. Er vallen 109 gewonden.
- 20 november - Bomaanslag op een bus met militairen nabij het Egyptische El-Arish. 10 doden.[90]
- 23 december - Bomaanslag op een politiebureau in het Egyptische Mansoura. 14 doden.[91]
- 25 december - Een ontploffende autobom kost op eerste kerstdag aan 24 kerkgangers in de Iraakse hoofdstad Bagdad het leven.
- 25 december - In de stad Bangui in de Centraal-Afrikaanse Republiek wordt een aanslag gepleegd op een kerk. Er vallen 5 doden.

#### 2014
- 1 januari - Twee autobommen exploderen in Mogadishu. Er vallen 11 doden en 17 gewonden.
- 2 januari - Een truck met explosieven explodeert in de Iraakse stad Balad Ruz. 19 doden en 37 gewonden.
- 26 januari - Leden van Boko Haram overvallen een christelijk dorp in het noordoosten van Nigeria. In een kerk vallen 22 doden.[92]
- 16 februari - Leden van Boko Haram, vermomd in legeruniformen, vallen een Nigeriaans dorp aan en vermoorden tientallen mensen.
- 27 februari - In het Nigeriaanse Wada Chakawa wordt een kerk bestormd tijdens een mis. Er vielen ten minste 20 doden.[93]
- 16 maart - In de Nigeriaanse deelstaat Taraba worden dorpen aangevallen door groepen gewapende mannen. In een katholieke kerk vallen 35 doden onder gevluchte dorpsbewoners.[94]
- 23 maart - Bij een bomaanslag op een kerk in de Keniaanse stad Mombassa komen vier mensen om.[95]
- 14 april - Leden van Boko Haram plegen een bomaanslag in Abuja. Er ontploffen twee explosieven in twee forensenbussen op een overvol busstation in een buitenwijk.[96]
- 15 april - In de noordoostelijke Nigeriaanse deelstaat Borno worden zeker tweehonderd meisjes ontvoerd door gewapende mannen van Boko Haram.
- 5 mei - Meer dan 300 inwoners van het dorp Gamboru Ngala in het noordoosten van Nigeria worden vermoord door Boko Haram.[97]
- 12 mei - Tien burgers in het dorpje Shawa in het noordoosten van Nigeria worden vermoord door Boko Haram.
- 15 mei - Leden van Boko Haram vallen enkele dorpen aan in het noordoosten van Nigeria. Bij de aanval komen 60 burgers om het leven, maar de dorpsmilities weten Boko Haram terug te dringen, waarbij meer dan 200 terroristen zouden zijn gedood.[98]
- 16 mei - In de nacht op 16 mei valt Boko Haram een Chinees arbeiderskamp aan in het noorden van Kameroen. Er valt ten minste één dodelijk slachtoffer valt en mogelijk tien Chinezen worden ontvoerd.[99]
- 20 mei - Er vallen ten minste 118 slachtoffers bij een dubbele aanslag in het Nigeriaanse Jos. De eerste autobom gaat af op de grootste markt van de stad. Een half uur later gaat op vrijwel dezelfde plaats een tweede bom af, gericht tegen hulpverleners.[100]
- 21 mei - Boko Haram valt het dorp Shawa aan. Hierbij komen 30 mensen om het leven. Aanvallen op andere dorpen diezelfde dag kosten nog eens 29 boeren het leven.[101]
- 24 mei - Bij een schietpartij in het Joods Museum van België worden vier mensen gedood. Op 30 mei, zes dagen na de schietpartij, wordt in Marseille bij toeval een verdachte aangehouden. De 29-jarige Mehdi Nemmouche uit de Noord-Franse stad Tourcoing reist met een uit Amsterdam afkomstige bus als de Franse douane bij een drugscontrole in zijn tas wapens en munitie vindt. Ook heeft hij een videocamera bij zich met daarop een verklaring waarin de verantwoordelijkheid voor de moorden wordt genomen.
- 27 mei - Boko Haram maakt in de noordoostelijke Nigeriaanse provincies Yobo en Borno tientallen doden, waaronder politieagenten, militairen en burgers.[102]
- 30 mei - Leden van Boko Haram schieten de emir van Gwoza in zijn auto dood, als hij terugkomt van een begrafenis. Bij deze aanval komen ook twee agenten om het leven. Andere islamitische leiders kunnen ternauwernood ontkomen.[103] De gouverneur van de provincie reist naar de locatie af en is in eigen woorden geschokt door wat hij aantreft; onderweg kwamen zij langs 16 verwoeste en verlaten dorpen.
- 1 juni - Bij een vermoedelijk door Boko Haram gepleegde aanslag op een café in het Nigeriaanse Mubi, waar mensen naar voetbal zitten te kijken, vallen minstens 14 slachtoffers.[104]
- 2 juni - In de Nigeriaanse stad Attangara wordt het vuur geopend op kerkgangers vanaf een motorfiets. Negen van hen komen om het leven.[105]
- 4 juni - In de Nigeriaanse dorpen Danjara, Agapalwa, en Antagara worden meer dan 200 mensen vermoord. Leden van Boko Haram zouden zich hebben voorgedaan als het Nigeriaans leger, waardoor de bewoners hen eerst verwelkomden.[106]
- 5 juni - In het dorp Bardari in Borno, Nigeria, worden zeker 42 mensen vermoord.[107] Bij deze aanval zouden Boko Haram-leden zich hebben verkleed als priesters. Dezelfde dag worden in Chibok, de plaats waar op 15 april ook al een grote groep meisjes werd ontvoerd, weer 20 meisjes ontvoerd.[108]
- 25 juni - Bij twee aanslagen in Lagos in Nigeria vallen zeker 21 doden.[109]
- 27 juni - In het noorden van Nigeria worden vijf kerken aangevallen in de dorpen Kautikiri en Kwada (vlak bij Chibok), waarbij ‘tientallen doden’ vallen.[110][111]
- 18 juli - Bij een aanval op het Nigeriaanse dorp Damboa vallen minstens 100 doden.[112]
- 27 juli - In het noorden van Kameroen ontvoert Boko Haram de vrouw van de vicepremier van het land. Bij de actie valen 3 doden. Op dezelfde dag komen bij een bomaanslag in Kano nog 5 mensen om het leven.[113]
- 22 oktober - Als reactie op een oproep van IS om meer doelen in het Westen aan te vallen, schiet een IS-sympatisant in de Canadese hoofdstad Ottawa een militair dood die op wacht staat bij het oorlogsmonument naast het parlementsgebouw. Daarna gaat hij het parlementsgebouw binnen, waar hij door de beveiliging wordt doodgeschoten.[114]
- 24 oktober - Bij een aanslag in de Sinaïwoestijn bij Rafah komen 33 Egyptische militairen om het leven.
- 18 november - Bij een Palestijnse aanslag op een synagoge in Jeruzalem komen zeven personen (waaronder de twee daders) om het leven. Acht anderen raken gewond.
- 13 en 14 december - In het Nigeriaanse dorp Gumburi vindt weer een massaontvoering plaats. Zeker 185 vrouwen en kinderen worden ontvoerd. Er vallen 35 slachtoffers.[115] Gumburi ligt op 20 km van Chibok, waar op 15 april meer dan 200 meisjes werden ontvoerd.
- 15 december - In het centrum van Sydney (Australië) gijzelt een radicale Iraanse geestelijke een café. Na ruim zestien uur wordt de gijzeling door de politie beëindigd. Hierbij vallen drie doden, onder wie de gijzelnemer.
- 16 december - De taliban plegen een aanslag op een school in Pesjawar in Pakistan. Hierbij vallen 136 doden, waaronder zeker 100 kinderen.
- 22 december - Aanslagen in Gombe en Bauchi in Nigeria kosten het leven van zeker 27 mensen. Er vallen meer dan 60 gewonden.[116]

#### 2015
- 3 tot 7 januari - In de plaats Baga, waar op 16 april 2013 ook al een grote aanslag was gepleegd, richt Boko Haram een bloedbad aan. Honderden mensen worden vermoord, sommige schattingen spreken van tweeduizend doden.[117]
- 7 januari - Moslimextremisten plegen een aanslag op het satirische weekblad Charlie Hebdo in de Franse hoofdstad Parijs. Er vallen 12 doden en minstens 11 gewonden.
- 4-5 februari - Terroristen van Boko Haram vermoorden 91 mensen met behulp van schietpartijen en het in brand steken van gebouwen in Fotokol te Kameroen.[118]
- 13 februari - Voor het eerst doodt Boko Haram mensen in Tsjaad, bij een aanval op een vissersdorp aan het Tsjaadmeer. Hierbij vallen zeker vijf doden.[119]
- 14 februari - Vijf politieagenten en soldaten komen om het leven bij een aanval op het politiebureau in Mati Davao Oriental in Filipijnen. De aanval wordt gepleegd door de New People's Army, de gewapende tak van de Communistische Partij van de Filipijnen.[120]
- 14-15 februari - Tijdens een bijeenkomst over de vrijheid van meningsuiting in de Deense hoofdstad Kopenhagen vindt een schietpartij plaats waarbij één dode valt. Later is er ook een schietpartij in een synagoge, waarbij een joodse bewaker om het leven komt. De dader wordt doodgeschoten door de politie.
- 15 maart - Veertien doden bij een dubbele bomaanslag op kerken in Lahore.[121]
- 18 maart - Drie terroristen nemen in de Tunesische hoofdstad Tunis een bus met toeristen onder vuur en bestormen daarna het Bardomuseum. Bij de aanslag vallen 23 doden en tientallen gewonden. De politie schiet twee van de terroristen dood. De derde dader is voortvluchtig. De terreurbeweging IS eist de aanslag op.[122][123][124]
- 20 maart - Bij zelfmoordaanslagen op twee sjiitische moskeeën in de Jemenitische hoofdstad Sanaa komen zeker 142 mensen om het leven. De aanslagen worden opgeëist door IS.
- 2 april - Bij een aanslag op het Garissa University College in Kenia komen 147 mensen om. De aanslag wordt opgeëist door terreurbeweging Al-Shabaab.
- 3 mei - Bij een aanslag op het Curtis Culwell Center in de VS komen de twee daders om. De aanslag was gericht op een conferentie rond een tentoonstelling van spotprenten van Mohammed.
- 17 juni - Er vallen minstens 31 doden en honderden gewonden bij een reeks bomaanslagen gericht tegen de sjiitische minderheid in Sanaa. De aanslagen worden opgeëist door IS.
- 26 juni - Bij de Franse stad Lyon wordt één persoon onthoofd bij een aanslag op een gasfabriek. Er vallen verder twee gewonden. De aanslag wordt opgeëist door IS. Bij een aanslag op een strand in Sousse, een stad in Tunesië, komen zeker 39 mensen om het leven. Een derde aanslag wordt gepleegd in Koeweit. Bij deze zelfmoordaanslag, die eveneens opgeëist wordt door IS, vallen minstens 27 doden.
- 29 juni - Bij een bomaanslag in Sanaa komen minstens 28 mensen om het leven. De aanslag wordt opgeëist door IS en zou gericht zijn tegen twee leiders van de Houthi-rebellen.
- 1-2 juli - Terroristen vallen verschillende moskeeën aan in Kukawa (Nigeria), maar ook in hun woningen wordt een aantal mensen vermoord. In totaal vallen er 145 doden. Boko Haram claimt de verantwoordelijkheid.[125]
- 12 juli - Bij aanslagen in Irak vallen zeker 21 doden en 62 gewonden. De aanslag wordt toegeschreven aan IS.[126]
- 20 juli - Tijdens een bijeenkomst van een socialistische jeugdbeweging in de Turkse plaats Suruç vallen door een zelfmoordaanslag 27 doden en zeker 200 gewonden. De aanslag wordt toegeschreven aan IS.
- 31 juli - Joodse terroristen steken een Palestijns huis in Duma in brand. Een peuter van 18 maanden komt daarbij om het leven. Een 4-jarig broertje wordt levensgevaarlijk gewond opgenomen in het ziekenhuis evenals de vader en moeder, die kort daarna na elkaar sterven.
- 12 augustus - In het zuiden van de Filipijnen verovert de terreurgroep Abu Sayyaf een dorpje en pleegt een vijftal aanslagen. Hierbij vallen 31 doden (het dorpshoofd wordt onthoofd) en ruim 200 gewonden. De aanslag wordt opgeëist door Abu Sayyaf.
- 13 augustus - Bij een bomaanslag in Bagdad op een marktplein in Sadr City sterven 76 mensen. De aanslag wordt opgeëist door IS.[127]
- 17 augustus - Bij een bomaanslag bij de Erawan-tempel in Bangkok vallen 22 doden, waaronder twee buitenlanders. Er vallen ruim 120 gewonden. De aanslag wordt door niemand opgeëist.
- 21 augustus - Een man probeert in een Thalystrein in de Franse stad Arras een aanslag te plegen. Passagiers kunnen hem nog net stoppen. Drie andere raakten gewond. IS eist de aanslag op.
- 22 oktober - Op een school in het Zweedse Trollhättan worden een leraar en een 15-jarige scholier vermoord door een man met nazisympathieën, die alleen mensen met een donkere huid aanvalt.[128]
- 31 oktober - Kogalymavia-vlucht 9268, een Russisch passagiersvliegtuig onderweg van Sharm-el-Sheikh naar Sint-Petersburg, stort neer in de Egyptische Sinaïwoestijn. Alle 224 inzittenden komen om. De aanslag wordt opgeëist door IS.
- 1 november - Bij een aanslag in de Somalische hoofdstad Mogadishu vallen 6 doden. De aanslag wordt opgeëist door Al-Shabaab.
- 12 november - Bij twee zelfmoordaanslagen in een voorstad van de Libanese hoofdstad Beiroet vallen zeker 43 doden en bijna tweehonderd gewonden. De terroristische organisatie IS eist de verantwoordelijkheid op.
- 13 november - Bij een reeks gecoördineerde aanslagen in Parijs, onder meer bij het Stade de France en een concert in het Bataclan, vallen in totaal 130 doden. De islamitische aanslagen worden opgeëist doorIS.
- 13 november - Bij aanslagen in Irak, gericht tegen de sjiitische bevolking die tegen IS strijdt, vallen minstens 21 doden en 41 gewonden. De aanslagen worden toegeschreven aan IS.
- 17 november - Bij een zelfmoordaanslag nabij een benzinestation in de stad Yola (Nigeria) worden minstens 32 mensen gedood en 80 gewond. De terreurorganisatie Boko Haram wordt verantwoordelijk gehouden.[129]
- 18 november - Bij een zelfmoordaanslag op een markt in de stad Kano (Nigeria) worden 21 mensen gedood en 7 gewond. De terreurorganisatie Boko Haram wordt verantwoordelijk gehouden.[130]
- 20 november - Bij een aanslag op een hotel in de Malinese hoofdstad Bamako worden 20 mensen gedood. De aanslag wordt opgeëist door Al Qaida in de Islamitische Maghreb.
- 27 november - Bij een aanslag in de Bengaalse stad Bogra vallen 1 dode en 3 gewonden. IS eist de aanslag op.
- 30 november - Bij een zelfmoordaanslag in het noorden van Bagdad komen negen mensen om, 21 raken gewond. Ook deze aanslag wordt door IS opgeëist.
- 2 december - Bij een schietpartij in de Californische stad San Bernandino vallen 14 doden. De daders zwoeren trouw aan IS.
- 31 december - Zelfmoordaanslagen in de Syrische stad Kamishli eisen 40 doden en 50 gewonden. IS eist de aanslag op.

#### 2016

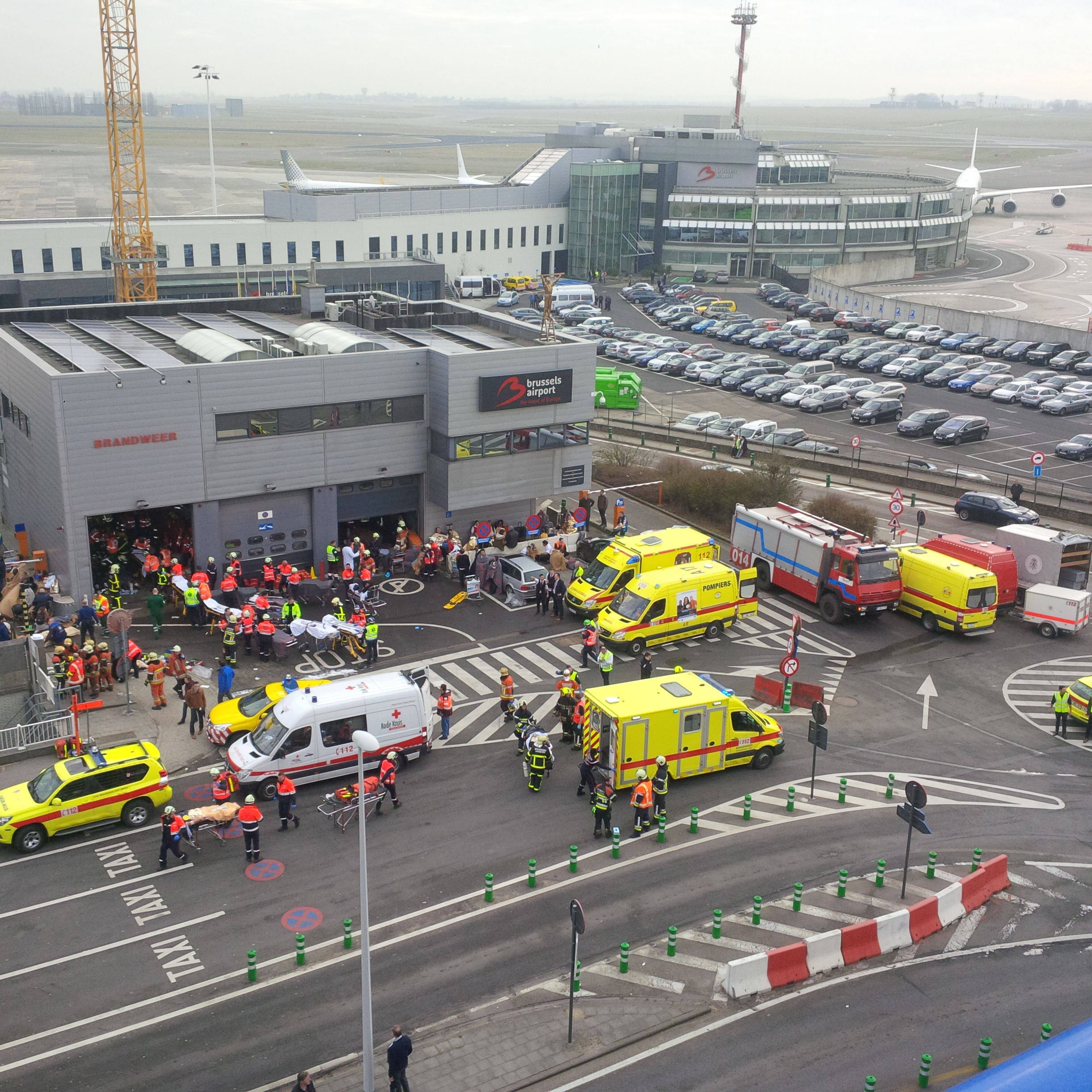
Ambulances in Zaventem na de terroristische aanslagen in 2016

- 1 januari - Bij een schietpartij in Tel Aviv vallen 2 doden.[131]
- 1 januari - Bij een aanslag op een restaurant in de Afghaanse hoofdstad Kabul vallen 2 doden. De taliban eisen de aanslag op.
- 1 januari - Een aanslag in Mogadishu eist 3 doden. Hij wordt opgeëist door Al-Shabaab.
- 3 januari - Bij een zelfmoordaanslag in de Iraakse stad Tikrit vallen 20 doden, onder wie 5 terroristen en 22 gewonden. IS eist de aanslag op.
- 4 januari - Een grote explosie in de Afghaanse hoofdstad Kabul vallen zeker tien doden. De taliban eisen de aanslag op.
- 7 januari - Bij een aanslag op een trainingscentrum voor agenten in Zlitan vallen tientallen slachtoffers. Ten minste vijftig mensen komen om het leven. Meer dan honderd mensen raken gewond. IS eist ook deze aanslag op.
- 7 januari - Een aanslag in Caïro eist 1 dode. Opnieuw is IS verantwoordelijk.
- 7 januari - In de Amerikaanse stad Philadelphia wordt een agent beschoten, er valt 1 gewonde. IS eist deze aanslag op.
- 8 januari - Bij een aanslag op een hotel in de Egyptische badplaats Hurghada worden 3 toeristen neergestoken. De aanslag wordt opgeëist door IS.
- 11 januari - Bij een aanslag op een winkelcentrum in de Iraakse hoofdstad Bagdad vallen 18 doden en 50 gewonden. De aanslag wordt opgeëist door IS.
- 12 januari - Bij een bomaanslag in Istanboel vallen 11 doden (10 Duitsers en een Peruaan). De aanslag wordt opgeëist door IS.
- 13 januari - Bij een aanslag op een moskee in het noorden van Kameroen vallen zeker tien doden en tientallen gewonden. Boko Haram eist de aanslag op.
- 13 januari - Bij een aanslag bij het Pakistaanse consulaat in de Afghaanse stad Jalalabad komen zeker twee mensen om het leven. De taliban eisen de aanslag op.
- 14 januari - Een Aanslag in Jakarta, Indonesië eist 7 levens. De aanslag wordt opgeëist door IS.
- 15 januari - Aanslagen in Ouagadougou, Burkina Faso eisen 27 levens. De aanslagen worden opgeëist door Al Qaida in de Islamitische Maghreb.
- 15 januari - Bij de aanval van op een legerbasis in Somalië worden zeker 180 Keniaanse soldaten gedood. De aanslag wordt opgeëist door Al-Shabaab.
- 16 januari - In de Syrische provincie Deir ez-Zor vallen zeker 300 doden.
- 17 januari - Bij een aanslag in de Afghaanse stad Jalalabad vallen zeker 14 doden en 13 gewonden. De taliban eisen de aanslag op.
- 18 januari - Bij twee zelfmoordaanslagen in de Kameroense stad Mayo Tsanaga vallen 5 doden. De aanslag wordt opgeëist door Boko Haram.
- 20 januari - Bij een aanslag in het noordwesten van Pakistan vallen 20 doden en 51 gewonden. De aanslag wordt opgeëist door de taliban.
- 21 januari - In Caïro worden bij een bomaanslag op een huis nabij de piramiden van Gizeh 6 politieagenten en 3 anderen gedood. De aanslag wordt opgeëist door IS.
- 21 januari - Bij een dubbele zelfmoordaanslag bij een hotel en een restaurant in de Somalische hoofdstad Mogadishu vallen zeker 20 doden. De aanslagen worden opgeëist door de jihadistische organisatie Al-Shabaab.
- 27 januari - Een (waarschijnlijk) Nederlandse man pleegt een aanslag op de president van Jemen waarbij zeker 7 doden vallen. De aanslag wordt opgeëist door IS.[132]
- 30 januari - Bij een aanslag in Dalori, een dorp nabij de stad Maiduguri in het oosten van Nigeria, vallen 86 doden. Nog eens 62 anderen belanden in het ziekenhuis met brandwonden. De aanslag wordt opgeëist door Boko Haram.[133][134]
- 31 januari - Bij twee zelfmoordaanslagen nabij het Tsjaadmeer worden 3 mensen gedood. 56 anderen raken gewond. De aanslag wordt opgeëist door Boko Haram.[135]
- 31 januari - Bij een drievoudige aanslag in Damascus vallen 71 doden en meer dan 100 gewonden. De aanslag wordt opgeëist door IS.[136][137]
- 1 februari - Bij een zelfmoordaanslag voor een politiebureau in de Afghaanse hoofdstad Kabul vallen 20 doden (waaronder de dader) en 29 gewonden. De aanslag wordt opgeëist door de taliban.[138]
- 3 februari - Bij een aanslag aan de Damascus poort in Jeruzalem komt 1 politieagente om het leven, 1 andere agente raakt gewond. De 3 daders worden gedood. De aanslag wordt niet opgeëist.[139]
- 6 februari - Bij een zelfmoordaanslag in Quetta in het zuidwesten van Pakistan komen 9 mensen om, 35 anderen raken gewond. De taliban eisen de aanslag op.[140]
- 8 februari - Bij een zelfmoordaanslag op een bus van het Afghaanse leger in de noordelijke provincie Balch komen drie militairen om het leven. Een tiental militairen raakt gewond. De aanslag wordt opgeëist door de taliban.[141]
- 8 februari - Bij een zelfmoordaanslag nabij een bakkerij in de provincie Paktia in het Oosten van Afghanistan komen 6 mensen om het leven en vallen 9 gewonden. De aanslag wordt niet opgeëist.[141]
- 17 februari - Bij een aanslag in de Turkse hoofdstad Ankara vallen 18 doden en 45 gewonden.[142]
- 17 februari - Bij een zelfmoordaanslag in de Jemenitische havenstad Aden vallen zeker 13 doden. De aanslag wordt opgeëist door de Houthi-rebellen.
- 21 februari - Bij een dubbele aanslag met een bomauto komen in de Syrische stad Homs zeker 57 mensen om. IS eist de verantwoordelijkheid op.
- 25 februari - Bij een dubbele zelfmoordaanslag op een sjiitische moskee in de Iraakse hoofdstad Bagdad komen zeker negen mensen om. 22 anderen raken gewond. De aanslag wordt opgeëist door IS.
- 26 februari - Een bloedbad op een hotel in de Somalische hoofdstad Mogadishu eist 20 levens. Deze aanslag wordt opgeëist door terreurbeweging Al-Shabaab.
- 27 februari - Bij een ontploffing voor het Afghaanse ministerie van Defensie in de Afghaanse hoofdstad Kabul vallen minstens negen doden. De taliban eisen de aanslag op.
- 27 februari - Een 33-jarige man pleegt een aanslag met molotovcocktail op een moskee vol bezoekers in de Nederlandse plaats Enschede. Er vallen geen slachtoffers. De terrorist wordt opgepakt door de politie.[143]
- 28 februari - Twee zelfmoordaanslagen nabij de Iraakse hoofdstad Bagdad kosten aan zeker zeventig mensen het leven.
- 7 maart - Bij een aanval van (hoogstwaarschijnlijk) terreurgroep IS op het Tunesische grensplaatsje Ben Guerdan komen zeker 53 mensen om. Het Tunesische ministerie van Binnenlandse Zaken liet volgens persbureau AP in een verklaring weten dat in totaal 35 terroristen, zeven burgers en elf Tunesische militairen waren omgekomen.
- 13 maart - Aanslagen in Grand-Bassam (Ivoorkust) eisen 18 levens. De aanslagen worden opgeëist door Al Qaida in de Islamitische Maghreb.
- 19 maart - Bij een zelfmoordaanslag in de Turkse stad Istanboel vallen 5 doden en 36 gewonden. De aanslag wordt opgeëist door IS.
- 22 maart - Aanslagen Brussel: bij twee explosies op Brussels Airport en een derde in de Brusselse metro vallen 32 doden (exclusief 3 daders) en circa 340 gewonden. De aanslagen worden opgeëist door IS.
- 25 maart - Bij een aanslag in een Iraaks voetbalstadion vallen 41 doden. Er raken 105 mensen gewond. De aanslag wordt opgeëist door IS.
- 25 maart - Drie zelfmoordterroristen richten een bloedbad aan bij een legerkamp in Aden, in het zuiden van Jemen. Bij het kamp van de door Saoedi-Arabië geleide coalitie vallen zeker 26 doden, onder wie ook burgers. Strijders van IS eisen de verantwoordelijkheid op.
- 27 maart - Bij een explosie in een park in de Pakistaanse stad Lahore komen zeker 72 mensen om. Ook vallen er zo'n 300 gewonden. De aanslag wordt opgeëist door Jamaat ul-Ahrar, een afsplitsing van de Pakistaanse taliban.
- 13 mei - Bewapende IS-terroristen vallen een café aan in Balad, een stad ten noorden van Bagdad. Op dat moment zat het café vol met fans van de voetbalploeg Real Madrid CF. Zeker 28 mensen komen om en meer dan 45 mensen raken gewond.
- 7 juni - Bij een aanslag op een bus vol politiemensen in Istanboel nabij het toeristische centrum vallen zeker elf doden en tientallen gewonden. TAK eist de verantwoordelijkheid op.[144]
- 8 juni - Bij een bomaanslag in Midyat in het zuidoosten van Turkije vallen 6 doden en meer dan 30 gewonden. De Koerdische Arbeiderspartij (PKK) eist de verantwoordelijkheid op.[145]
- 8 juni - Bij een schietpartij in Tel Aviv vallen vier doden en zeven gewonden als twee Palestijnen het vuur openen op bezoekers van een restaurant.[146]
- 12 juni - Bij een schietpartij in een nachtclub in Orlando (VS) vallen 50 doden en 53 gewonden. De dader verklaarde trouw aan IS.
- 28 juni - Bij een terroristische aanslag op de luchthaven Istanboel Atatürk vallen 45 doden[147] en meer dan 230 gewonden.[148]
- 3 juli - Bij een dubbele aanslag in Bagdad vallen 292 doden[149] en meer dan 300 gewonden.[150] IS eist de aanslag op.
- 14 juli - Bij een aanslag met een vrachtwagen op de Promenade des Anglais in Nice vallen ten minste 84 doden en vele tientallen gewonden. De aanslag wordt later opgeëist door terreurgroep IS.[151]
- 6 augustus - Een man trekt aan de ingang van een politiekantoor in het Belgische Charleroi een machete en valt daar twee agentes mee aan, terwijl hij "Allahu akbar" roept. Een agente geraakt ernstig gewond aan het gezicht, een tweede lichtgewond. Een derde agente kan tijdig reageren en schiet de man neer, die in het ziekenhuis overlijdt aan zijn verwondingen. IS eist de aanslag op.[152]
- 2 september - In de stad Mardan in noordelijk Pakistan gooit een zelfmoordterrorist eerst een handgranaat om vervolgens een rechtszaal binnen te rennen. Daar laat hij een bom ontploffen. Als hij probeert de raadskamer binnen te dringen, wordt hij neergeschoten. Er sterven twaalf mensen (inclusief de aanvaller) en er vallen meer dan vijftig gewonden. Dezelfde dag nemen vier terroristen een christelijke wijk van Pesjawar op de korrel. Ook zij worden doodgeschoten. Jamaat-ul-Ahrar, een factie van de taliban, eist de verantwoordelijkheid op.[153]
- 10 september - Bij een dubbele zelfmoordaanslagen in Bagdad vallen minstens 40 doden en 60 gewonden. IS eist de aanslag op.[154]
- 16 september - Bij een zelfmoordaanslag op een soennitische moskee in Noordwest-Pakistan vallen zeker 28 doden en meer dan 30 gewonden. Jamaat-ul-Ahrar eist de aanslag op.[155]
- 17 september - Bij een bomaanslag in New York vallen 29 gewonden.[156] Een aanslag in New Jersey eist geen doden of gewonden.[157]
- 26 september - In de provincie Mardin in Turkije komen vier Turkse soldaten om het leven door een bermbom die volgens Turkse media afkomstig was van de PKK.[158]
- 9 december - Bij een dubbele, door schoolmeisjes uitgevoerde zelfmoordaanslag in Madagali in Nigeria vallen 57 doden (exclusief de daders) en 177 gewonden. Boko Haram eist de aanslagen op.[159]
- 10 december - Een zelfmoordaanslag in Aden in Jemen doodt minstens 50 Jemenitische soldaten. Verder vallen er ongeveer 70 gewonden.[160]
- 10 december - Explosies bij het stadion van Beşiktaş in Istanboel. Er vallen 38 doden. De aanslag wordt opgeëist door de Koerdische Vrijheidsvalken (TAK).[161]
- 11 december - Een zelfmoordaanslag in de Somalische hoofdstad Mogadishu eist 29 doden (exclusief de dader) en 50 gewonden. Al-Shabaab eist de aanslag op.[162]
- 11 december - Bij een zelfmoordaanslag in een koptische kathedraal in Caïro vallen minstens 25 doden en 47 gewonden. Islamitische Staat eist de aanslag op.[163][164]
- 17 december - Een bomauto ontploft naast een bus met militairen in Kayseri in Turkije. Er vallen 14 doden. De aanslag wordt opgeëist door de Koerdische Vrijheidsvalken (TAK).[165]
- 19 december - De Russische diplomaat Andrej Karlov wordt doodgeschoten tijdens een tentoonstelling in Ankara. De schutter wordt zelf een half uur later door de politie doodgeschoten.[166]
- 19 december - Een vrachtwagen rijdt in op een kerstmarkt in Berlijn. Er vallen twaalf doden en 48 gewonden.[167] Islamitische Staat eist de aanslagen op.[168]
- 23 december - Meerdere autobommen in Mosoel eisen gezamenlijk ruim 30 doden. IS eist de aanslag op.[169]
- 24 december - In een reeks bomaanslagen en door mortiervuur vallen in Irak minstens 10 doden.[170]

#### 2017
- 1 januari - Bij een schietpartij in een nachtclub in Istanboel vallen 39 doden en 69 gewonden. De dader slaat op de vlucht.[171]
- 2 januari - Bij een zelfmoordaanslag in Bagdad komen 35 mensen om het leven. De dader blaast zichzelf in zijn auto op. De aanslag wordt opgeëist door IS.[172]
- 2 januari - Bij een zelfmoordaanslag op een politiebureau in Samarra in Irak komen minstens 7 agenten om het leven.[173]
- 5 januari - In de buurt van een gerechtsgebouw in de Turkse stad İzmir ontploft een autobom.[174] Een burger en politieman komen om het leven, er vallen minstens 10 gewonden.[175] De Koerdische Vrijheidsvalken eisen de aanslag op.[176]
- 8 januari - Een vrachtwagen rijdt in op een groep soldaten op een promenade in Oost-Jeruzalem. Er vallen vier doden en vijftien gewonden. De dader wordt doodgeschoten. De Israëlische autoriteiten spreken van een terreuraanslag.[177]
- 8 januari - Op een groentemarkt in een sjiitische wijk van de Iraakse hoofdstad Bagdad wordt een aanslag gepleegd. Enkele uren later wordt op een andere markt een bomgordel tot ontploffing gebracht. Samen kosten deze aanslagen zeker twintig levens.[178]
- 9 januari - In Kabul komen minstens 38 mensen om het leven bij twee explosies in het centrum van de Afghaanse hoofdstad. De aanslagen worden opgeëist door de taliban.[179]
- 10 januari - Bij een aanslag op het huis van de gouverneur van Kandahar vallen twaalf doden en evenveel gewonden. Vijf van de omgekomenen waren diplomaten van de Verenigde Arabische Emiraten.[180]
- 29 januari - Bij een schietpartij in een moskee in de wijk Sainte-Foy van de Canadese stad Quebec vallen zes doden. Acht anderen raken gewond.[181]
- 3 februari - Voor het Louvre in Parijs valt een man met een machete onder het roepen van Allahoe akbar een groepje militairen aan. De militairen schieten de man neer.[182] De dader is een 29-jarige Egyptenaar.[183]
- 22 maart - In Londen rijdt een auto in op mensen op de Westminster Bridge. Vervolgens probeert de dader met een mes het parlement binnen te dringen. Hierbij sterven vijf slachtoffers. Islamitische Staat eist de aanslag op.
- 3 april - Bij een bomaanslag in de metro van Sint-Petersburg vallen 14 doden.
- 7 april - In Stockholm rijdt een terrorist met een truck in op mensen in een drukke winkelstraat. Hierbij komen vijf mensen om het leven.
- 9 april - Op Palmzondag worden in Egypte twee bomaanslagen gepleegd. Daarbij komen minstens 44 mensen om het leven.
- 20 april - Op de Avenue des Champs-Élysées in Parijs wordt een politiebus beschoten door een man met een kalasjnikov. Een agent komt om het leven en twee agenten en een toerist raken gewond. De schutter wordt doodgeschoten. Terreurgroep Islamitische Staat eist de aanslag op.[184]
- 22 mei - Bij een zelfmoordaanslag in Manchester na een optreden van zangeres Ariana Grande komen 22 slachtoffers om en vallen tientallen gewonden. Islamitische Staat eist de aanslag op.[185]
- 3 juni - In Londen rijden 3 mannen in op een menigte aan de London Bridge. Daarna vallen ze op de Borough Market mensen aan met messen. Minstens 7 mensen komen om het leven en er zijn tientallen gewonden. IS eist de aanslag op.
- 19 juni - Een man rijdt met een busje in op moskeegangers in de wijk Finsbury in Londen. Er vallen 1 dode en 10 gewonden. De Londense politie spreekt van een terreuraanslag.
- 9 augustus - Een auto rijdt in op militairen bij een kazerne in het Franse Levallois-Perret. Zes militairen raken gewond, van wie drie ernstig. De dader wordt een paar uur later aangehouden op een snelweg in de buurt van Calais.[186]
- 17 augustus - Op De Ramblas in Barcelona rijdt een busje in op een groep voetgangers. Er vallen ten minste 14 doden en 50 gewonden. IS eist de aanslag op.
- 18 augustus - In het Spaanse Cambrils rijden terroristen in op het publiek. Er vindt een schietpartij plaats tussen de politie en de daders. De vijf daders worden gedood.
- 14 oktober - In de Somalische hoofdstad Mogadishu ontploft een vrachtwagen vol explosieven op een druk kruispunt in het centrum van de stad. Er vallen meer dan 500 doden. De islamitische terreurgroep al-Shabaab eist de aanslag op.
- 31 oktober - In Manhattan (New York) rijdt een man in een gehuurde pick-uptruck moedwillig tegen het verkeer in op een fiets- en voetpad. Hij raakt verschillende mensen en botst uiteindelijk tegen een schoolbus aan. Bij de aanslag komen acht mensen om het leven.[187]

#### 2018
- 3 januari - Bij een bomaanslag in een moskee in de plaats Gambaru, in het noordoosten van Nigeria, vallen minstens veertien doden.[188]
- 27 januari - Bij een bomaanslag in de Afghaanse hoofdstad Kabul vallen ten minste 103 doden en 235 gewonden. De aanslag, die werd uitgevoerd met een met explosieven volgeladen ambulance, werd opgeëist door de Taliban.[189]
- 2 maart - In Ouagadougou vallen acht doden bij twee gecoördineerde jihadistische aanslagen op de Franse ambassade en bij het militaire hoofdkwartier.[190]
- 23 maart - Bij een gijzeling in een supermarkt in de Franse plaats Trèbes vallen drie doden en enkele zwaargewonden. De dader wordt doodgeschoten door de politie. Islamitische Staat heeft de aanslag opgeëist.[191]
- 30 april - Bij een dubbele zelfmoordaanslag in de Afghaanse hoofdstad Kabul vallen zeker 25 doden, onder wie enkele journalisten.Wikinieuws
- 1 mei - Minstens dertig mensen komen om bij twee bomaanslagen in een moskee en op een markt in de Nigeriaanse stad Mubi. Vermoed wordt dat Boko Haram achter de aanslagen zit.[192]Wikinieuws
- 29 mei - In Luik valt een man met een mes twee vrouwelijke agenten aan. Hij pakt hun dienstwapens af en schiet ze daarmee dood. Vervolgens schiet hij een 22-jarige voorbijganger in een auto dood en gijzelt een schoonmaakster in een schoolgebouw.[193]
- 17 juni - In de Afghaanse provincie Nangarhar worden gedurende het weekend twee zelfmoordaanslagen gepleegd. Er vallen tientallen doden. Een van de aanslagen wordt opgeëist door IS.Wikinieuws
- 30 juli - In de regio Danghara in Tadzjikistan zijn twee Amerikanen, een Zwitser en een Nederlander omgekomen bij een terroristische aanslag die opgeëist werd door Islamitische Staat. Overlevenden zeggen dat ze tijdens een fietstocht zijn aangereden door een wagen en daarna door vijf mannen werden gestoken met messen. Vier van hen zijn doodgeschoten door de politie, de andere is opgepakt.[194]
- 31 augustus - Op het Centraal Station van Amsterdam raken twee Amerikanen zwaargewond doordat een Afghaanse man met een mes op ze insteekt. De man wordt neergeschoten en gearresteerd. Volgens de politie had hij een terroristisch motief.[195]
- 11 december - Op een kerstmarkt in het Franse Straatsburg pleegt C. Chekat een aanslag, waarbij minstens 5 doden en 11 gewonden vallen. Het 5e slachtoffer bezweek aan zijn verwondingen op zondag 16 december. Chekat zou Allah Akbar hebben geroepen toen hij begon met schieten. Op 13 december werd hij uiteindelijk gedood door de Franse politie, nadat hij, opnieuw in Straatsburg, het vuur opende op enkele politieagenten.[196]

#### 2019
- 16 januari - In de Keniaanse hoofdstad Nairobi wordt een aanslag gepleegd op een luxe hotel. Er vallen 21 doden en meer dan 30 gewonden. De Somalische terreurgroep Al-Shabaab eist de aanslag op.
- 27 januari - Bij een dubbele bomaanslag op een rooms-katholieke kathedraal op het Filipijnse eiland Jolo worden ten minste 20 mensen gedood en raken er 80 gewond. IS eist de dubbele aanslag op.[197]
- 29 januari - In Jemen in de stad Mokka vallen er 7 doden en 20 gewonden. De aanslag is nog niet opgeëist.
- 13 februari - Door een zelfmoordaanslag op een bus met leden van de Iraanse revolutionaire garde zijn in het oosten van Iran zeker 27 doden gevallen. Terreurgroep Jaish al Adl eist de aanslag op.
- 15 februari - Zeker 44 doden bij aanslag op bus met veiligheidsagenten in India. Jaish-e-Mohammed eist de aanslag op.
- 28 februari - In de Somalische hoofdstad Mogadishu vallen er zeker 25 doden door een autobom.
- 15 maart - Bij aanslagen uit extreemrechtse hoek met automatische wapens op twee moskeeën in de Nieuw-Zeelandse plaats Christchurch vallen zeker 51 doden en 50 gewonden.[198]
- 18 maart - Bij een aanslag in Utrecht schiet Gökmen Tanis in een tram 4 mensen dood en verwondt er nog 6.
- 21 april - Op paaszondag vallen er bij aanslagen op kerken en hotels in Sri Lanka meer dan 300 doden en meer dan 500 gewonden.
- 9 mei - Een bomaanslag in de Iraakse hoofdstad Bagdad op een markt. Er vallen zeker 8 doden en tientallen gewonden. Terreurgroep IS claimt de aanslag.
- 19 juli - Een terroristische aanslag in de Iraakse stad Erbil op de Turkse diplomaat Osman Köse. De diplomaat en twee Koerdische Irakezen worden vermoord. Hoofdverdachte Mazlum Dağ is de broer van Halkların Demokratik Partisi (HDP)-parlementslid Dersim Dağ uit Diyarbakır.[199] Twee andere broers, İbrahim Dağ codenaam Isyan en Lütfi Dağ codenaam Numan, maken deel uit van de PKK.[200]
- 17 augustus - Een bomaanslag in de Afghaanse hoofdstad Kaboel op een bruiloft. Er vallen 63 doden en 182 gewonden. Terreurgroep IS eist de aanslag op.[201]

### 2020-2029

#### 2020
- 19 februari - In de Duitse stad Hanau zijn zeker 9 mensen omgekomen na een schietpartij in een shisha-lounge.
- 28 april - Er vallen meer dan 40 doden bij aanslag op een markt in de Syrische stad Afrin.[202]
- 16 oktober 2020 - Aanslag in Conflans-Sainte-Honorine. Onthoofding van de leraar Samuel Paty op straat.
- 29 oktober 2020 - Aanslag in Nice. Drie personen in een kerk met mes om het leven gebracht.
- 2 november 2020 - Aanslag in Wenen op zes locaties in de binnenstad waarbij door de schietpartijen vier doden vielen. Er waren 22 gewonden waaronder een politieagent.
- 2 november 2020 - Aanslag op universiteit in Kabul. Er komen 19 mensen om en 22 mensen zijn gewond. IS eist de aanval op

#### 2021
- 21 januari - In het centrum van de Iraakse hoofdstad Bagdad op het Tahrir Square vallen er zeker 27 doden en 78 gewonden na 2 zelfmoordaanslagen.[203]
- 25 juni - Mesaanval in Würzburg, drie doden en zeven gewonden.[204]

#### 2022
- 13 november - Bomaanslag in de straat İstiklal in Istanboel, 6 doden en 81 gewonden.[205]

#### 2023
- 7 oktober - Bij een gecoördineerde terroristische aanval door Hamas worden 1195 mensen gedood, met name in het zuiden van het land. Deze campagne mondt uit in een oorlog tussen Hamas en Israël. Ook werden er meer dan 250 gijzelaars gevangen genomen.
- 13 oktober - In de Franse plaats Arras snijdt een Tsjetsjeense man, Allahoe Akbar roepend, de keel door van een leraar op de middelbare school Gambetta-Carnot en verwondt drie anderen, van wie er twee in een kritieke toestand moeten worden opgenomen.
- 16 oktober - Bij een schietincident in het centrum van Brussel rond 19.15 uur komen twee Zweedse voetbalsupporters om het leven en een andere raakte zwaargewond. De ochtend nadien werd de verdachte neergeschoten. Hij stierf kort daarna aan zijn verwondingen.[206]
- 2 december - Bij een aanval met een mes en een hamer in Parijs komt een Duitse toerist om het leven en raken twee anderen gewond. De dader riep Allahoe Akbar en was eerder al veroordeeld voor terreurplannen.

#### 2024
- 3 januari - In Iran vindt een dubbele bomaanslag plaats tijdens een herdenkingsceremonie van de moord op Qassem Soleimani 4 jaar geleden. Er vallen 89 doden en meer dan 200 gewonden. Terreurgroep IS eist de aanslag op.
- 22 maart - In Rusland vindt de aanslag op Crocus City Hall plaats, een concertzaal nabij Moskou, waarbij er 143 mensen omkomen en meer dan 360 gewonden vallen als gevolg van geweervuur en brandstichting. De Afghaanse terreurgroep Islamitische Staat Khorasan eist de aanslag op.[207][208]
- 31 mei - Bij een mesaanval in het Duitse Mannheim zijn meerdere mensen neergestoken. Daarbij is een politieagent overleden aan zijn verwondingen.[209]
- 23 juni - In Rusland vinden meerdere aanslagen plaats op orthodoxe kerken en synagogen in deelrepubliek Dagestan. Er vallen meer dan 20 doden als gevolg van geweervuur en brandstichting. Terreurgroep IS eist de aanslagen op.
- 15 juli - In Oman vindt een aanslag plaats op een sjiitische moskee. Er vallen 9 doden en 28 gewonden. Terreurgroep IS eist de aanslag op.[210][211]
- 2 augustus - In Somalië vindt een aanslag plaats op hotel en strand in de hoofdstad Mogadishu. Een zelfmoordterrorist blaast zich op en daarna volgt een schietpartij. Er vallen 32 doden en en meer dan 60 gewonden. Al-Shabaab eist de aanslag op.
- 23 augustus - Aanslag in Solingen, Duitsland. Drie mensen werden gedood en acht anderen raakten gewond toen een onbekende aanvaller meerdere mensen neerstak tijdens het festival ter ere van het 650-jarig bestaan van de stad Solingen. Terreurgroep Islamitische Staat heeft de aanslag opgeëist.[212]
- 20 december - Een auto reed in op de menigte op de kerstmarkt in Maagdenburg, Duitsland. Daarbij vielen zes doden en meer dan tweehonderd gewonden. De aanslag is door niemand opgeëist.[213][214]

#### 2025
- 1 januari - In de Amerikaanse stad New Orleans rijdt een man in de nieuwjaarsnacht met een pick-uptruck met hoge snelheid in op een menigte. Er vallen 15 doden en 35 gewonden. De dader had een link met terreurgroep Islamitische Staat.[215]
- 1 januari - Voor de ingang van het Trump Hotel in Las Vegas ontploft een Tesla Cybertruck. Daarbij komt de bestuurder van het voertuig om het leven. Zeven anderen raken lichtgewond door de klap.[216]
- 22 januari - Bij een mesaanval in een park in de Duitse stad Aschaffenburg worden 5 mensen neergestoken en als gevolg overlijden een jongen van 2 en een man van 41. De dader is een Afghaanse asielzoeker.[217]
- 13 februari - In de Duitse stad München rijdt een man met zijn auto in op een demonstratie van een vakbond, waarbij twee mensen omkomen en minstens 39 mensen gewond raken. De dader is een Afghaanse asielzoeker.[218]
- 15 februari - Bij een mesaanval in de Oostenrijkse plaats Villach worden 6 mensen neergestoken, waarbij een jongen van 14 aan zijn verwondingen overlijdt. De dader kwam uit Syrië. De aanslag is gelinkt aan Islamitische Staat.[219]
- 22 april - Vijf gewapende militanten plegen een aanslag in Jammu en Kasjmir, waarbij 26 mensen omkomen en meer dan 20 anderen gewond raken.
- 10 juni - Bij een aanslag op een middelbare school in Graz in Oostenrijk komen tien mensen, inclusief de dader, om het leven. 28 mensen raken gewond. De dader is een 21-jarige oud-leerling van de school.
- 22 juni - Bij een zelfmoordaanslag in een Grieks-orthodoxe kerk in de Syrische hoofdstad Damascus vallen 22 doden en 59 gewonden. De aanslagen zijn volgens de Syrische regering het werk van IS.[220]
- 28 juli - In een kantoorgebouw in de Amerikaanse stad New York schiet een 27-jarige man vier mensen dood en verwondt hij één persoon, waarna hij zichzelf van het leven berooft. [221]

## Andere
- In Irak zijn na de val van Saddam Hoessein in 2003 tot op heden talloze bomaanslagen en andere gewelddaden gepleegd door het hele land, waarbij duizenden mensen de dood vonden. Schattingen over het aantal mensen dat sinds 2003 in Irak door geweld om het leven is gekomen lopen sterk uiteen. Iraq Body Count, een project dat zich speciaal met dit onderwerp bezighoudt, meldde over de periode tot mei 2017 een aantal van ruim 180.000 doden door geweld. Het zouden er half 2018 al ruim 200.000 zijn.[222]